# Bäke (Telte)
Die Bäke (früher: Telte) ist ein ehemals wasserreicher Bach, der ursprünglich vom heutigen Berliner Ortsteil Steglitz bis zum Griebnitzsee bei Potsdam floss und heute nur noch in zwei kleinen Teilstücken besteht.
Der zwischen 1900 und 1906 erbaute Teltowkanal nutzte für seine Streckenführung das von dem Fließ ausgeprägte Bäketal, sodass der Bach weitgehend im Kanal aufgegangen ist. Der ursprüngliche Name der Bäke, Telte, gab dem Teltow und damit der gesamten Region im Süden Berlins und im angrenzenden Brandenburg den Namen. Bereits in der Altsteinzeit besiedelt, gehörte das Flusstal zu den Kerngebieten der 1157 gegründeten Mark Brandenburg. Das seit 1995 als Naturschutzgebiet ausgewiesene Bäketal bei Kleinmachnow soll als eines der letzten ursprünglichen Relikte des Naturraumes Bäkefließ wildwachsende Pflanzengemeinschaften und wildlebende Tierarten erhalten.

## Verlaufsübersicht und Geologie

### Verlauf heute

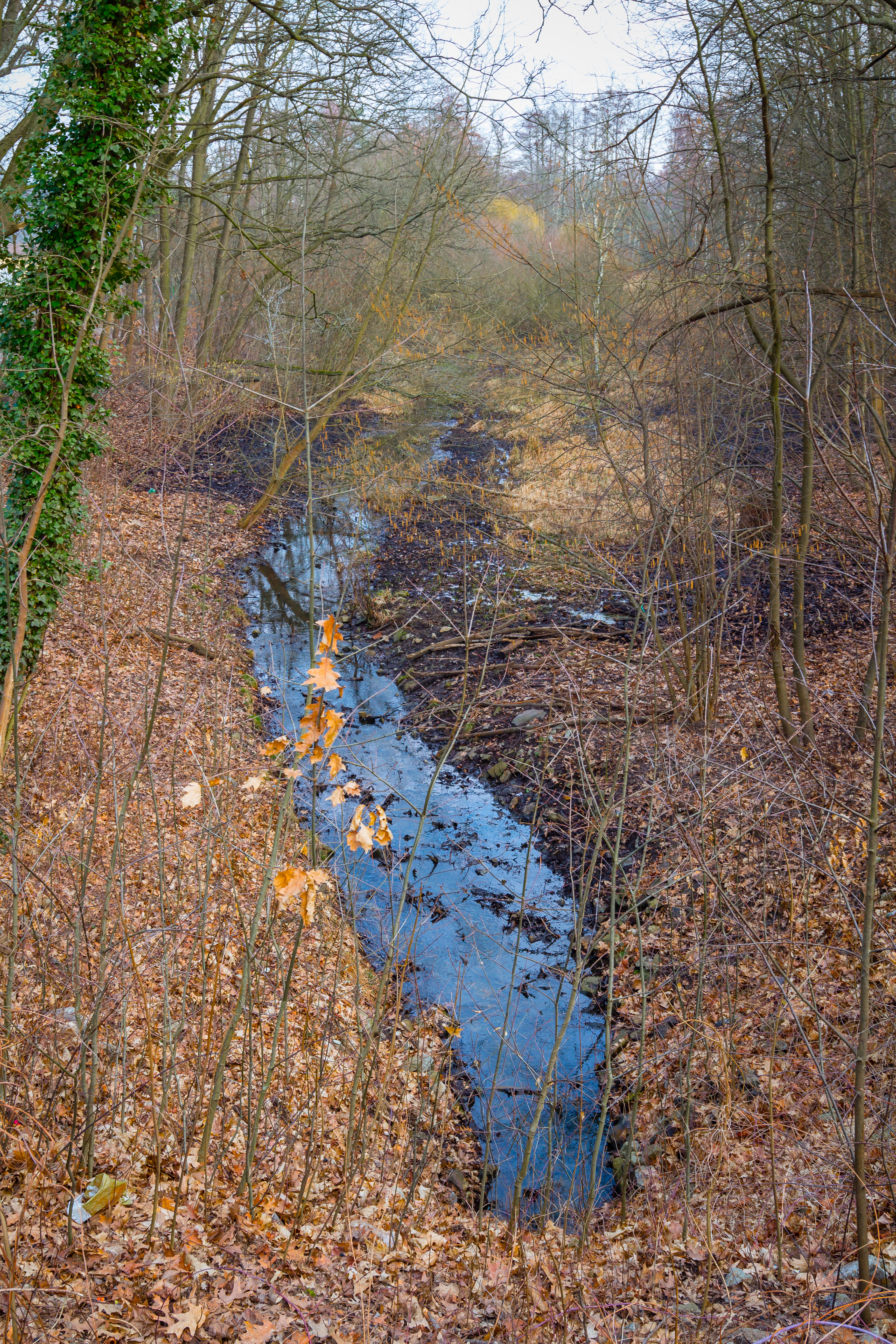
Die Bäke an der Grenze zwischen Kleinmachnow und Stahnsdorf

Die Bäke entspringt am Südhang des Steglitzer Fichtenbergs westlich des Spielplatzes im Ruth-Andreas-Friedrich-Park nahe der Grenze zum Gelände des Botanischen Gartens. Die eigentliche Quelle ist inzwischen an der Oberfläche nicht mehr sichtbar. Die Bäke wird heute im Anschluss an die Quelle unterirdisch südwestlich des Steglitzer Zentrums geführt. Südöstlich der Schloßstraße verläuft die Leitung unter der Straße Am Bäkequell. Nach rund einem Kilometer tritt das Fließ an der Haydnstraße zutage, um nach dem Verlauf von weiteren eintausend Metern durch den nach ihm benannten Bäkepark gegenüber dem Hafen Steglitz in den Teltowkanal zu münden. 
Südlich des Teltowkanals gibt es ein zweites, rund drei Kilometer langes Teilstück der Bäke, das durch den Kanal von seiner ursprünglichen Quelle Fichtenberg abgeschnitten ist und heute allein aus den Wiesen am Kleinmachnower Weinberg gespeist wird und am Schwarzen Weg beginnt. Dieses Bäkestück führt abgedeicht und parallel zum Teltowkanal durch das Naturschutzgebiet Bäketal – vorbei an der Bäkemühle durch den ehemaligen Schlosspark Kleinmachnow – und mündet rund 50 Meter westlich der Schleuse Kleinmachnow ebenfalls in den Teltowkanal.

### Historischer Verlauf

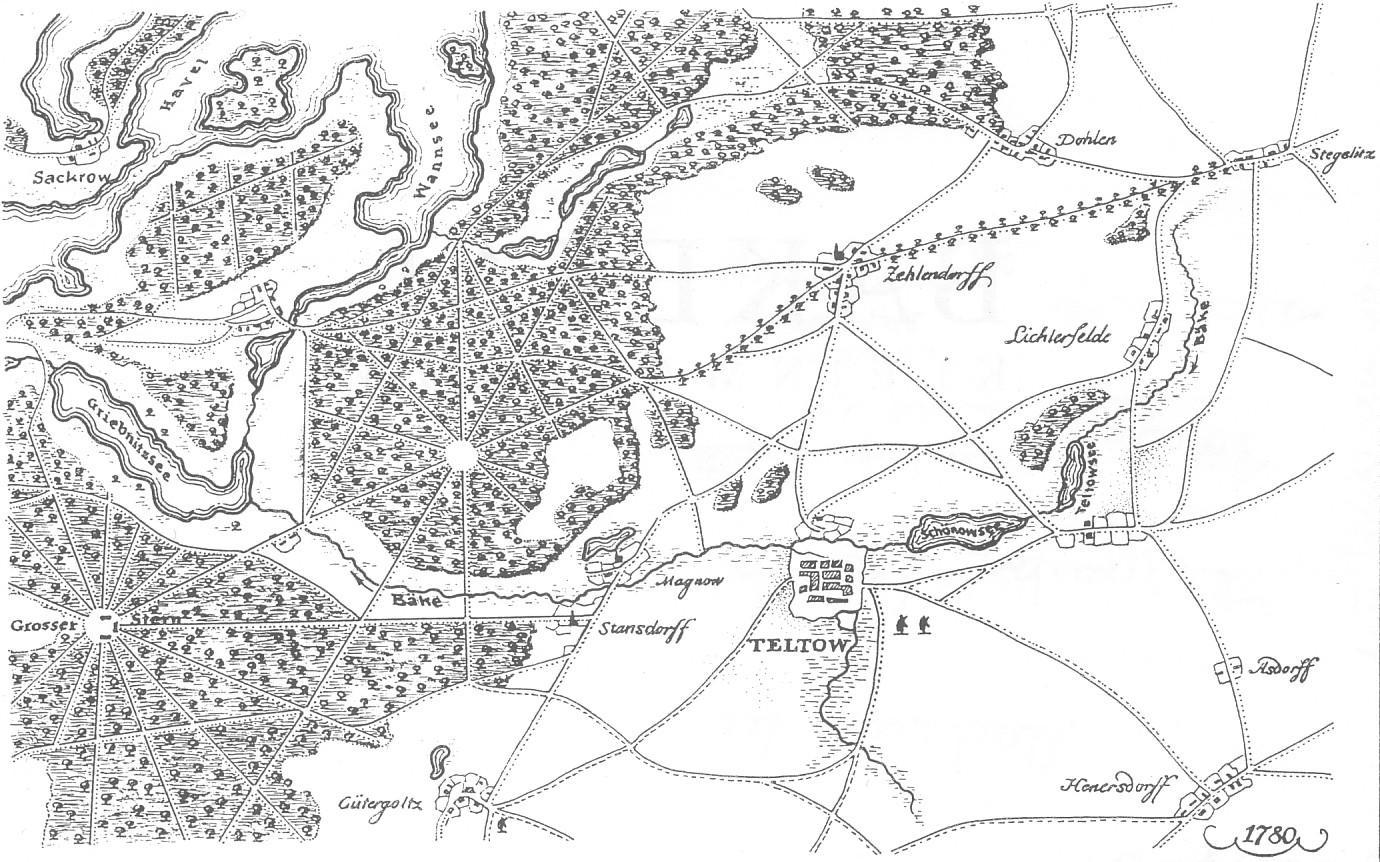
Lauf der Bäke auf einer Karte von 1780

Vor dem Bau des Teltowkanals (1900–1906) nahm die Bäke die Wasser der südwestlichen Berliner Randgebiete und der angrenzenden Region auf. Der Lauf führte vom Steglitzer Fichtenberg nach Südosten zum Birkbusch, an dem die Lanke in die Bäke mündete, weiter nach Südwesten zum Dorf Lichterfelde und vorbei an Giesensdorf, das heute im Berliner Ortsteil Lichterfelde aufgegangen ist. Kurz nach Giesensdorf erreichte und durchfloss die Bäke den Teltowsee (früher: Stavensee) und ein Stück flussabwärts südlich Zehlendorfs den Schönowsee. Beide Seen fielen dem Bau des Kanals zum Opfer. Der Bach strömte weiter Richtung Westen, bildete die Nordbegrenzung des Dorfes Teltow und ließ anschließend bei Kleinmachnow den Machnower See, der heute vom Teltowkanal passiert wird, nördlich liegen. Zwischen seinerzeit unberührten Waldlandschaften wie Parforceheide und Forst Dreilinden hindurch gelangte die Bäke schließlich in den Griebnitzsee zwischen Babelsberg und Zehlendorf und damit in die Glienicker Lake und letztlich in die Havel.

### Geologie
In ihrem Lauf nutzte und durchfloss die Bäke eine eiszeitlich angelegte Schmelzwasserrinne, die hier den Teltow durchschnitt. Geologisch ist der Teltow eine flachwellige Grundmoränenhochfläche, die in der jüngsten, der Weichsel-Eiszeit vor ca. 21.000 Jahren entstand. Die Ablagerungen dieser Eiszeit sind durchschnittlich 15 Meter mächtig und bestehen meist aus Geschiebemergel und unterlagernden Schmelzwassersanden. Im Bäketal formten die Wasserströme, in Zusammenarbeit mit den verschütteten Toteisblöcken ein besonders bewegtes Relief mit kleinräumigen Hügelketten aus Geschiebemergel und Schmelzwasserrinnen, die heute mit Pfuhlen und Tümpeln durchsetzt sind. Diese aus geologischer Sicht verhältnismäßig lockere Ablagerung erleichterte den Durchstich des späteren Kanalbaus am Seeberg-Weinberg-Höhenzug erheblich, erschwerte allerdings auch die Festigung der Böschungen für die Gleise der Treidelbahn und für die Stabilisierung der Brückenfundamente.

## Geschichte

### Besiedlung im Bäketal

#### Altsteinzeit und Eisenzeit
Wie große Teile der geologisch jungen Oberfläche der Mark Brandenburg war auch das Bäketal weitgehend versumpft, gleichwohl wie viele Flusstäler bevorzugter Siedlungsraum. Archäologische Funde belegen eine bäuerliche Besiedlung vor rund 2.500 Jahren. Neben Bronzeohrringen fanden die Forscher tönerne Gefäße mit Knochenresten eines Urnenfriedhofs aus dieser Zeit, der Eisenzeit. Bei Ausschachtungen auf dem Klinikumgelände der Freien Universität in Steglitz, das unmittelbar an den heutigen Bäkepark grenzt, legten Archäologen ein Dorf frei, das auf einem Hang über dem Fluss- und Sumpfgebiet lag und aus Pfostenhäusern mit Lehmwänden bestand. Auf dem Quellberg der Bäke, dem Fichtenberg, wurden 8.000 bis 10.000 Jahre alte Steinbeile aus der letzten Periode der Altsteinzeit gefunden, aus der Zeit, in der in diesem Raum gerade die letzte Eiszeit zu Ende ging.

#### Slawen und Namengebung
Nachdem im Zuge der Völkerwanderungen im 4. und 5. Jahrhundert die Sueben, der elbgermanische Teilstamm der Semnonen, bis auf wenige Restgruppen ihre Heimat an Havel und Spree in Richtung Oberrhein, Schwaben, verlassen hatten, zogen im späten 7. und 8. Jahrhundert slawische Stämme in den vermutlich weitgehend siedlungsleeren Raum ein. Namensendungen auf „-ow“ in Namen wie Kleinmachnow gehen auf die slawische Zeit zurück. Die Bedeutung des sehr wahrscheinlich germanischen Wortstammes telt ist ungeklärt, mit dem slawischen Suffix -ow bedeutete Teltow dann in etwa Land an der Telte. Nachdem der Begriff Teltow als Flurname eine größere Verbreitung gefunden hatte, setzte sich für das Teltefließ zur Unterscheidung allmählich der Name Bäke durch. Die mittelniederdeutsche Bezeichnung beke = allgemein für Bach fand in Teilen Brandenburgs mehrfach Verwendung für kleinere Wasserläufe, oft neben der eigentlichen Bezeichnung (zur Etymologie des Namens Telte siehe genauer Abschnitt Namengebung im Hauptartikel zur Landschaft Teltow).

#### Deutsche Besiedlung

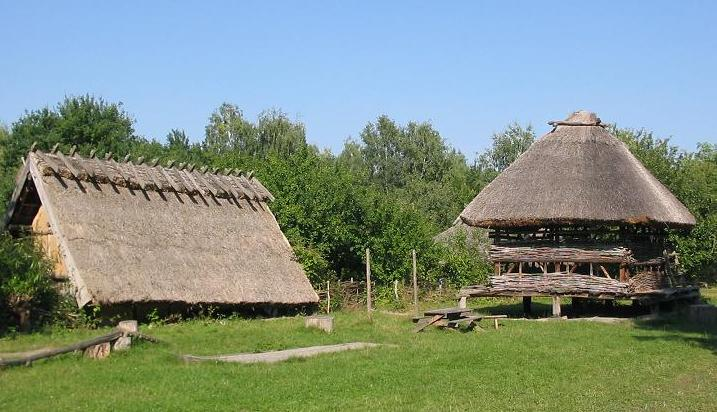
Deutsch-slawische Mischsiedlung um 1200, Rekonstruktion Museumsdorf Düppel

Die slawische Zeit ging mit der Gründung der Mark Brandenburg durch den Askanier Albrecht den Bären im Jahr 1157 und dem folgenden deutschen Landesausbau nach Osten zu Ende; Teile des Teltow gehörten neben der Zauche und dem Havelland zu den Kerngebieten der jungen Mark. Im Zuge der geschickten Siedlungspolitik der askanischen Markgrafen wurden weitere Teile des Bäketales erschlossen, neue Dörfer mit Kirchen entstanden in schneller Folge. Slawische Kleinsiedlungen, die sich dem moderneren deutschen Agrar- und Wirtschaftssystem nicht anpassten, hatten wenig Überlebenschancen.

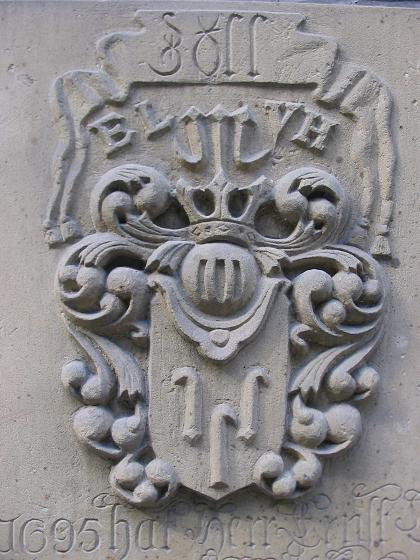
Hakesches Wappen mit drei Haken

Zwischen dem fruchtbaren Bäketal und dem Schlachtensee bauten in der heutigen  Zehlendorfer Ortslage Düppel eintreffende Siedler um 1170, kurz nach Gründung der Mark Brandenburg, gemeinsam mit hier ansässigen Slawen ein Dorf auf. Um 1220 bestand die Siedlung aus 16 Höfen, die zum Schutz hufeisenförmig um einen großen Dorfplatz, den Weideplatz für die Tiere, gelagert waren. Mit seiner Mischbevölkerung gibt dieses Angerdorf ein Beispiel für eine friedliche slawisch-deutsche Siedlungskontinuität im Bäketal. Durch den umfassenden Wüstungsprozess, der um 1250 wahrscheinlich mit der Einführung der neuen Wirtschaftsmethode Dreifelderwirtschaft einherging, fiel auch diese Siedlung wüst. Das Dorf am Landschaftsschutzgebiet Krummes Fenn ist freigelegt, nachgebaut und heute in den Sommermonaten als Museumsdorf Düppel zugänglich.

### Burg am Bäkeübergang
Noch bis 1470 bestand lediglich ein passierbarer Übergang im ausgedehnten Bäke-Sumpfgebiet. Der Knüppeldamm lag an der mittelalterlichen Burg Kleinmachnow und bildete einen strategisch wichtigen Punkt auf der Handelsstraße Leipzig – Saarmund – Spandau. Erst als die brandenburgischen Kurfürsten 1470 ihre Residenz von Spandau nach Berlin verlegten, kamen zwei weitere Übergänge hinzu: der eine zwischen den ehemaligen Seen, dem Teltower und Schönower See, und der andere kurz vor der Bäkemündung in den Griebnitzsee bei Kohlhasenbrück.
Der askanischen Burg, die den Bäkeübergang sicherte, folgte an der gleichen Stelle mindestens eine weitere Burg, die über Jahrhunderte der Familie von Hake gehörte. Burg und Schloss des regional einflussreichen Hakeschen Rittergeschlechts werden unten im Kapitel Kulturgüter im Bäketal beschrieben.

### Ende der Bäke im Teltowkanal
Die überregional interessante Geschichte im Bäketal setzt sich im ausgehenden 19. Jahrhundert mit dem Bau des Teltowkanals fort, als Berlin in der Gründerzeit aus allen Nähten platzte und sich die Bevölkerungszahl zwischen 1860 und 1910 von 500.000 auf zwei Millionen vervierfachte.

#### Industrialisierung und Verschlammung

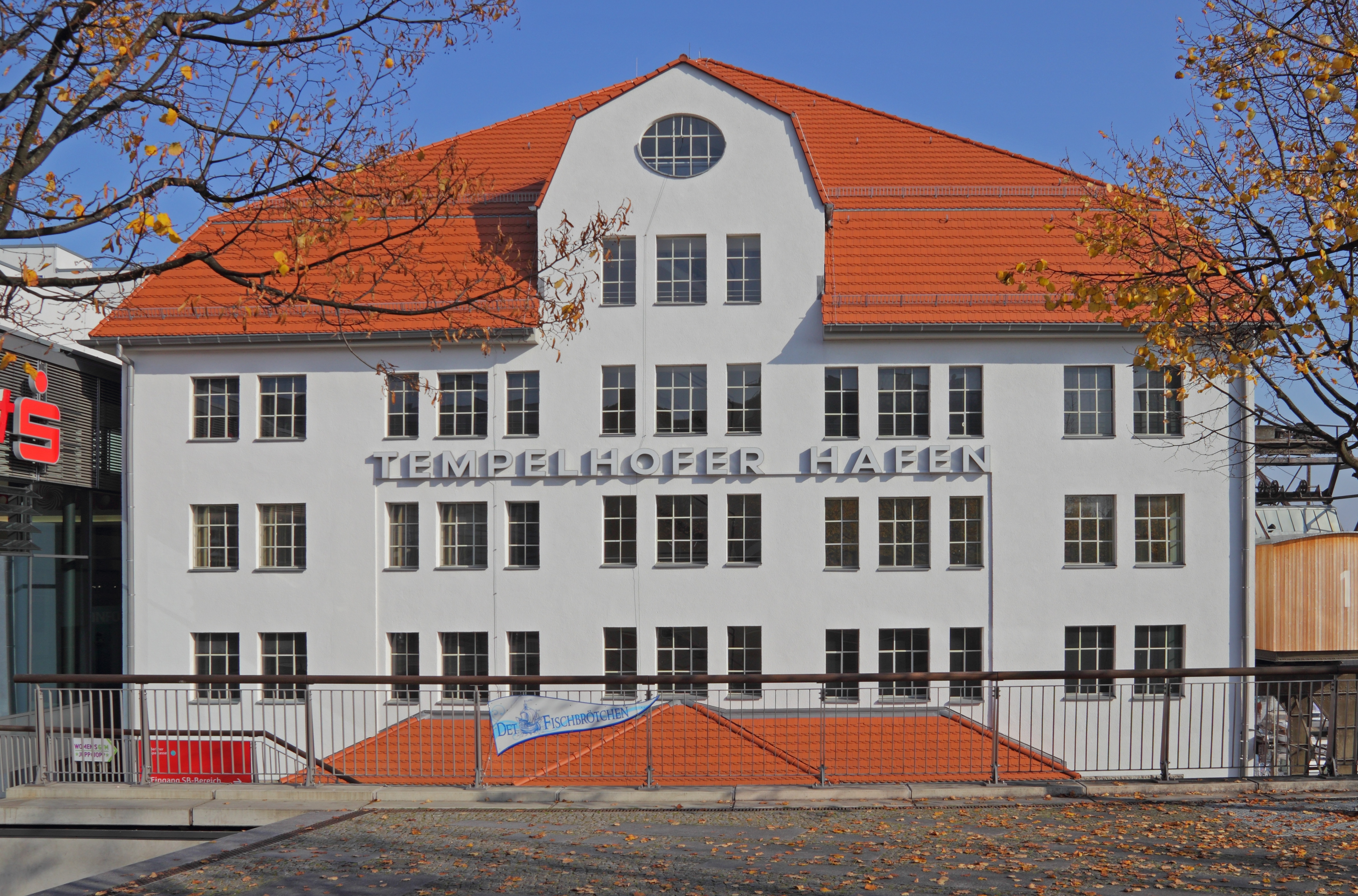
Teltowkanal, Lagerhaus der Gründerzeit am Hafen Tempelhof

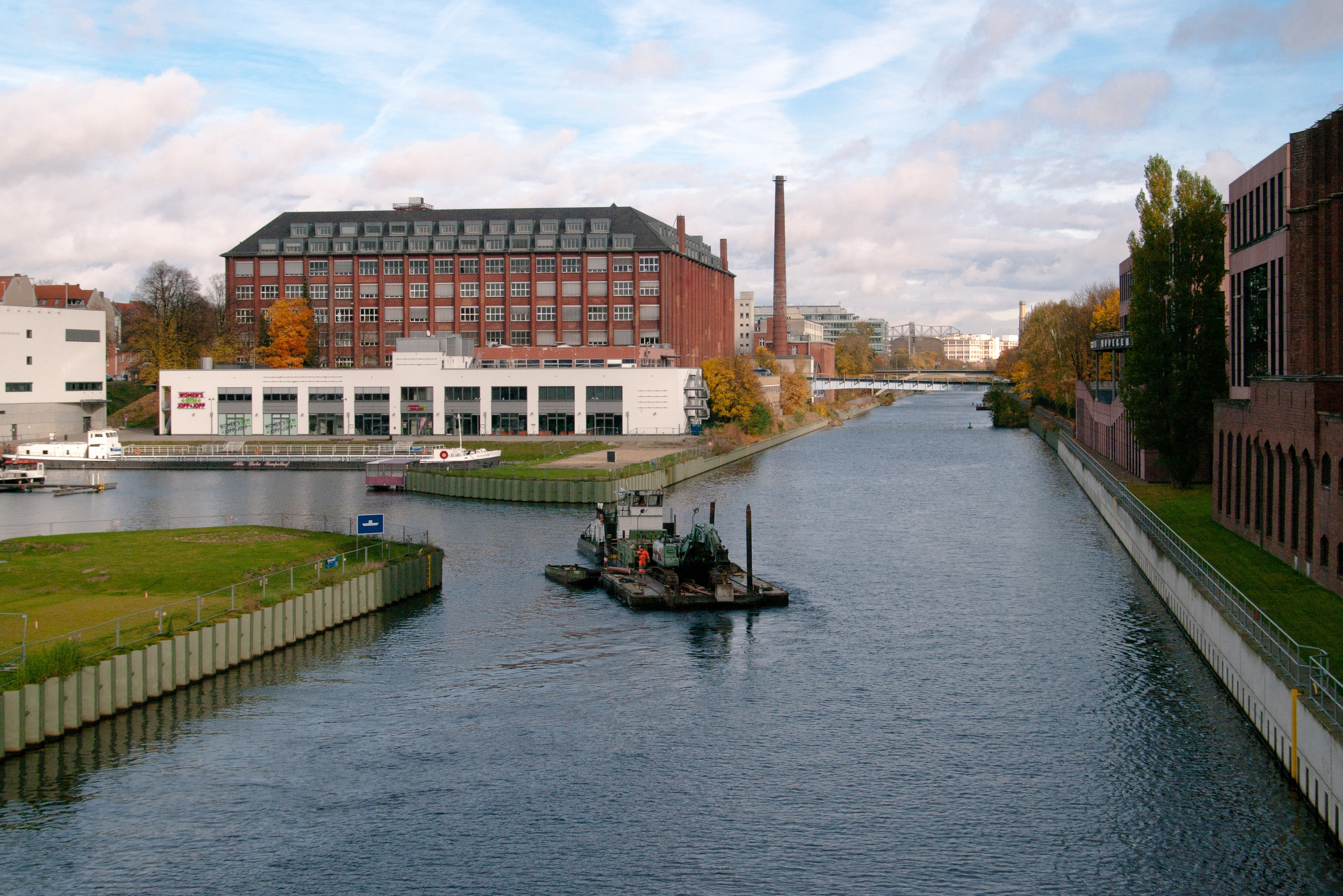
Teltowkanal am Hafen Tempelhof

Die nach der Industrialisierung rasant wachsende Region bedurfte zu Beginn des 20. Jahrhunderts dringend einer Koordinierung des Verkehrsnetzes, der Bauplanung und der Freiflächen. Handel, Industrie und Handwerk beklagten sich über ein ausuferndes Kompetenzgerangel der vielen Behörden. Erst mit der Gründung des Zweckverbandes Groß-Berlin im Jahr 1911, aus dem dann 1920 das Berlin in seiner heutigen Gestalt mit einer nochmals auf vier Millionen verdoppelten Einwohnerzahl hervorging, gelang es den Behörden, erste Strukturprobleme in den Griff zu bekommen. Umso erstaunlicher erscheint das Durchsetzungsvermögen des Landrates des Kreises Teltow Ernst von Stubenrauch, auf dessen Initiative der erste Spatenstich für den Kanalbau am 22. Dezember 1900 in Potsdam-Babelsberg erfolgte.
In langwierigen Verhandlungen konnte Stubenrauch den preußischen Staat von der Bedeutung eines Kanals zur Entlastung des regen Schiffsverkehrs im Zentrum Berlins und zur schnelleren Südumgehung Berlins von der Potsdamer Havel zur Spree über die Dahme-Wasserstraße beziehungsweise Dahme überzeugen. Die Ansiedlung neuer Industrie- und Wohngebiete vor den Toren Berlins im Kreis Teltow sollte mit dem Bau gefördert werden. Ein weiterer wesentlicher Grund für den Bau der Wasserstraße lag in der Regulierung des Regenwasserabflusses der südwestlichen Vororte Berlins sowie der Abwässerabfuhr aus Haushalten und Gewerbebetrieben – diese Funktionen konnte die kleine Bäke nicht mehr ausreichend wahrnehmen. Die Fließgeschwindigkeit des als Vorfluter genutzten Baches nahm deutlich ab und er verschlammte stark. Die Folge waren regelmäßige Überschwemmungen nach größeren Regenfällen mit anschließenden Mückenplagen, die in der ungesunden Region neue Ansiedlungen erschwerten. Zudem besaßen die östlich gelegenen Orte Britz, Mariendorf und Lankwitz überhaupt keine natürliche Entwässerung – auch dieses Problem löste der Kanalbau.

#### Kaiserliche Einweihung

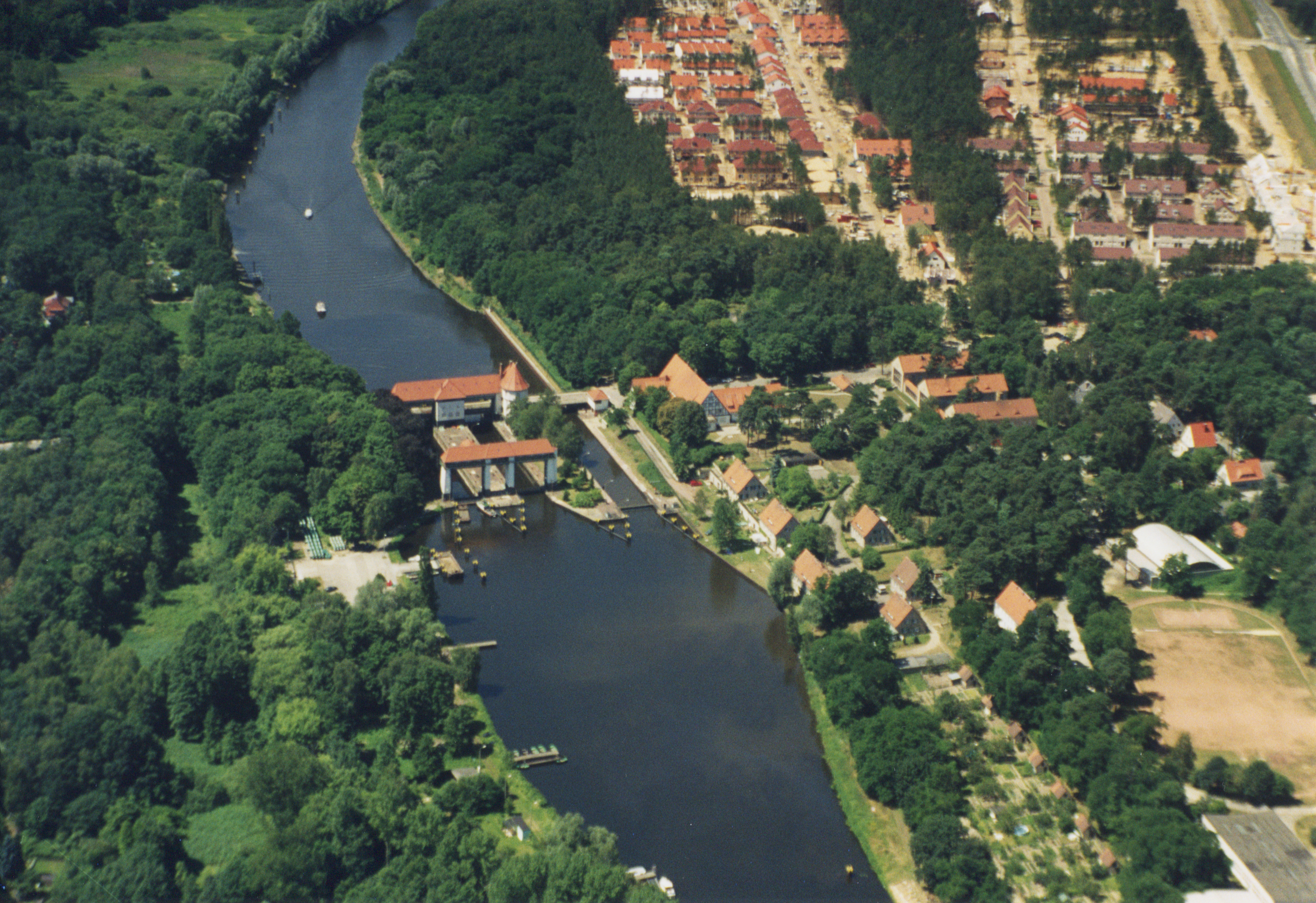
Kanal an der Schleuse Kleinmachnow

Eingeweiht wurde die knapp 38 Kilometer lange und rund 48 Millionen Mark (kaufkraftbereinigt in heutiger Währung: rund 358,4 Millionen Euro) teure Wasserstraße nach siebenjähriger Bauzeit am 2. Juni 1906 durch Kaiser Wilhelm II. auf der königlichen Yacht Alexandria.
Zuvor waren rund 10.000 Arbeiter mit dem Bau beschäftigt und hatten insgesamt 12,6 Millionen m³ Erdreich bewegt. Im südwestlichen Teil folgte der Kanal weitgehend dem Bäkelauf. Lediglich bei Kleinmachnow kam es mit der Durchtrennung des Höhenzugs Seeberg-Weinberg und der damit möglichen Leitung durch den vorher von der Bäke nicht berührten Machnower See zu deutlichen Abweichungen vom Flusslauf mit dem Zweck, die Linienführung zu begradigen. Durch Trockenlegung verschwanden der Teltowsee und der Schönowsee. Der neue Wasserlauf kam nach seiner Fertigstellung auf eine durchschnittliche Wassertiefe von rund 2 1⁄2 Meter und eine Wasserspiegelbreite von mindestens 37 Metern. Zur Überwindung des Pegelunterschieds Havel-Spree in Höhe von rund drei Metern errichteten die Baumeister die heute denkmalgeschützte Schleuse Kleinmachnow.
Zum 100-jährigen Jubiläum des Kanalbaus fand im Jahr 2006 eine Festwoche an der Schleuse und an weiteren Orten längs der Wasserstraße statt.

## Schweizerhäuser am Bäkekanal in Klein Glienicke
Zwischen dem Griebnitzsee und der Glienicker Laake besteht ein rund 500 Meter langer Verbindungskanal, der dem Teltowkanal zugerechnet wird. Parallel zu diesem letzten westlichen Teilstück des Teltowkanals verläuft rund 50 Meter nördlich ein Rinnsal, das gleichfalls aus dem Griebnitzsee kommt, den Namen Bäkekanal trägt und unmittelbar vor dem Jagdschloss Glienicke in den Teltowkanal mündet.

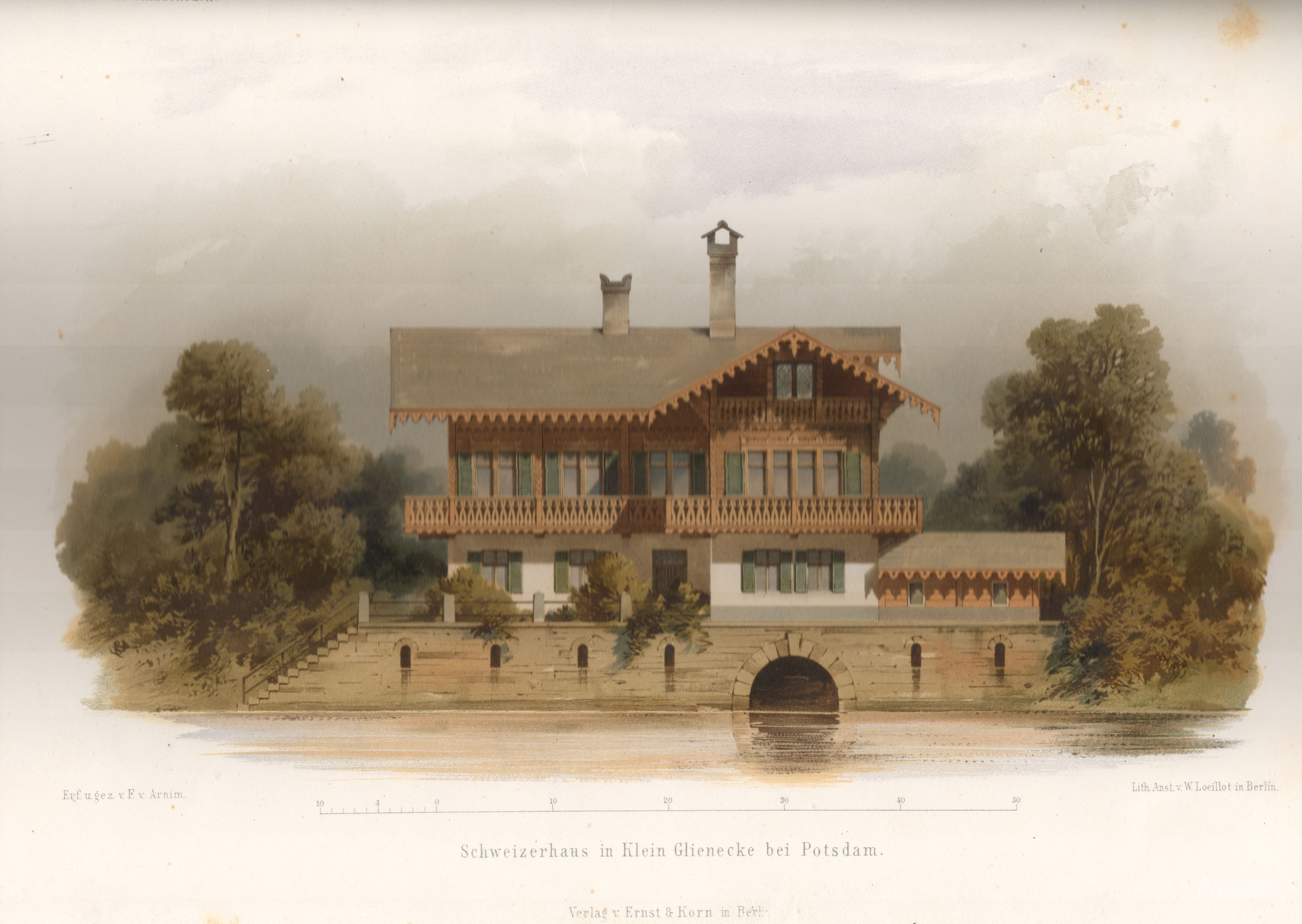
Schweizerhaus mit Bäkekanal, Skizze von 1868

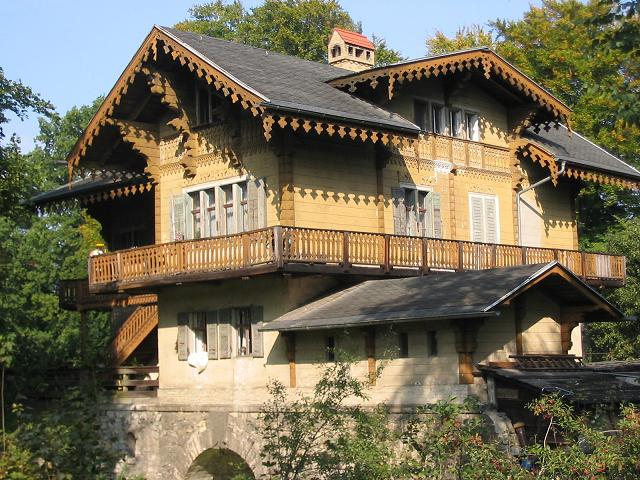
Schweizerhaus im Jahr 2005

Dieser Bäkekanal, der am Fuß des bereits zu Berlin zählenden Böttcherberges durch den Potsdamer Ortsteil Klein Glienicke verläuft, liegt im hinteren Bereich allerdings in der Regel trocken, sodass kaum noch Wasser fließt. Vor dem Bau des Teltowkanals führte er eine erheblich größere Wassermenge, wie aus den Beschreibungen der historischen Schweizerhäuser an seinem Ufer hervorgeht:

„Die Häuser Louis-Nathan-Straße 5 und 6 stehen dagegen in der Talsenke direkt am Bäkekanal, von dem heute allerdings nur noch bescheidene Reste vorhanden sind. Den Kanal, der vor dem Bau des Teltowkanals einen sehr viel höheren Wasserspiegel besaß, bezog von Arnim geschickt in die Architektur ein. So floss dieser ursprünglich durch die Bogenöffnung im Sockel des Hauses Nummer 5.“

Diese Schweizerhäuser hatte zwischen 1863 und 1867 der Hofbaumeister und Schinkelschüler Ferdinand von Arnim passend zu den künstlichen Felsen am Böttcherberg auf Wunsch von Carl von Preußen, seit 1859 Besitzer des Jagdschlosses Glienicke, erbaut. Eingebettet in die Park- und Schlösserlandschaft Babelsberg und Klein Glienicke entsprach der Schweizer Stil der Begeisterung des Prinzen für die alpenländischen Berghäuser und dem Zeitgeist. Die Schweiz, womit im 18. Jahrhundert der gesamte alpine Raum gemeint war, stand als Synonym für eine nachahmenswerte naturnahe und soziale Lebensform. Gefördert wurde diese Denkweise nicht zuletzt durch Albrecht von Hallers Gedicht Die Alpen, Jean-Jacques Rousseaus Julie oder Die neue Heloise oder Friedrich Schillers Wilhelm Tell. In Verherrlichung des vermeintlich glücklichen Landlebens entstanden als idyllische Architekturstaffage Holzhäuser im alpenländischen Stil. Anfang des 19. Jahrhunderts erkannte Karl Friedrich Schinkel zudem in der einfachen Proportionierung und Gestaltung die Qualität der Schweizerhaus-Architektur. Um Berlin und Potsdam wurden beispielsweise schon vor dem Bau der Häuser an der Bäke das Schweizerhaus auf der Pfaueninsel (1830), das Bayrische Haus im Wildpark Potsdam (1847), die Prinzliche Unterförsterei in Moorlake und weitere Kleinarchitekturen errichtet.

## Bäkepark in Berlin-Steglitz
Der Quellberg der Bäke, der Fichtenberg, liegt in unmittelbarer Nachbarschaft des heutigen großstädtischen Steglitzer Zentrums mit der Schloßstraße und dem Steglitzer Kreisel. Die Bebauung ließ dem Bach keinen Raum, sodass er heute über ein rund tausend Meter langes Kanalsystem unterirdisch bis zur Haydnstraße geführt wird. Parallel verläuft die Birkbuschstraße, die ihren Namen vom ehemaligen „Birkbusch“ erhielt, einem besonders morastigen Gebiet an der Mündung der ehemaligen Lanke (namensgebend für den Ortsteil Lankwitz) in die Bäke; Birkbusch und Lanke sind heute verschüttet und ebenfalls nahezu vollständig überbaut. Zum Teil wurde das Lankebett gleichfalls für die Kanalführung genutzt.

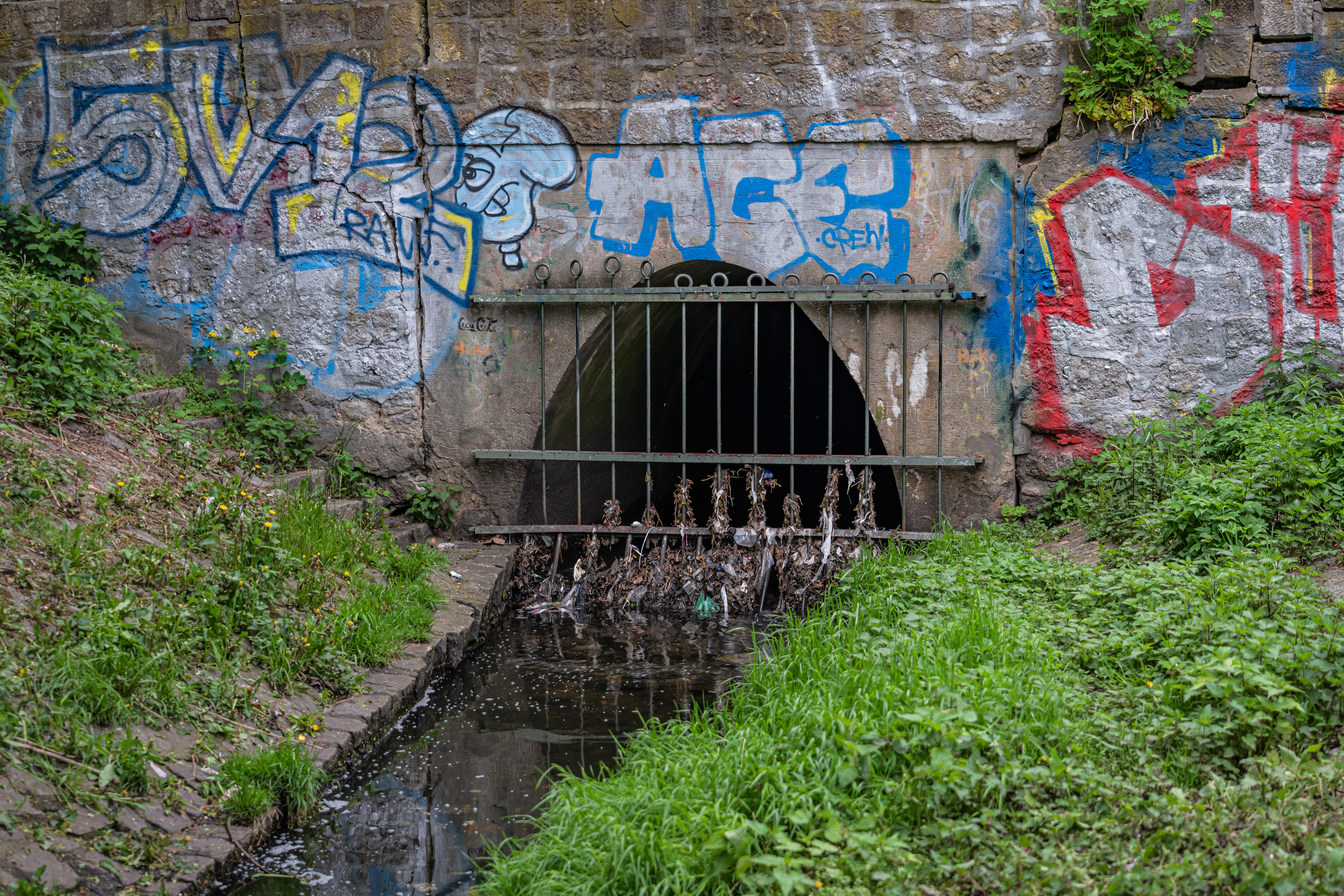
Austritt der Bäke an der Haydnstraße in Berlin-Steglitz
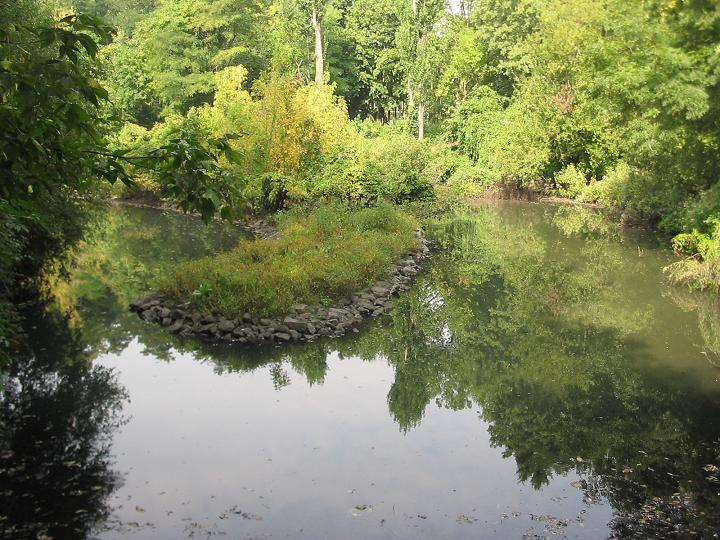
Bäketeich in Steglitz
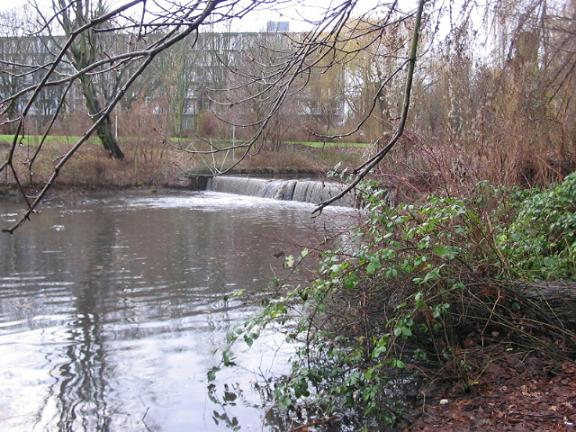
Wassermenge am Bäketeich nach starkem Regen

Nachdem die Bäke an der Haydnstraße zutage getreten ist, verläuft sie kanalisiert über einen weiteren Kilometer durch den Grünzug Bäkepark und staut unmittelbar vor dem Teltowkanal – nur durch die Uferpromenade getrennt – den Bäketeich auf, der über ein Rohrsystem mit dem Kanal verbunden ist. Die innerstädtische Grünanlage Bäkepark verfügt über einen alten Baumbestand, Liegewiesen und einen ausgedehnten Abenteuerspielplatz. Der Parkbereich setzt sich im Grünzug am Teltowkanal fort.
In trockenen Sommertagen tritt die Bäke an der Haydnstraße nur mehr als Rinnsal zutage, das kaum ahnen lässt, dass dieser Bach einmal mehrere Mühlen antreiben konnte. Allerdings gewinnt man in Regenperioden eine Vorstellung über die Wassermengen, die das Fließ einst bereits in seinem Steglitzer Oberlauf transportiert hat. Bei starken Niederschlägen schwillt das Volumen der Bäke in kürzester Zeit um ein Vielfaches an – das Bild oben zeigt die vergleichsweise hohe Wassermenge, die nach einem heftigen Regen im Dezember 2004 in den Bäketeich strömt. Offenkundig dient der Teich immer noch zur Aufnahme von ungereinigten Straßenabwässern. Der Teich steigt dann plötzlich um 1–2 Meter an, das Schmutzwasser setzt sich ab und läuft langsam in den Teltowkanal. Er muss dadurch regelmäßig entschlammt werden.
Über Park und Teich hinaus erinnern in Berlin zwei Bäkestraßen und die südlich gelegene Bäkebrücke, die über den Teltowkanal führt, an die ehemals große Bedeutung des südwestlichen Berliner Wasserlaufs.

## Bäketal in Kleinmachnow
Rund acht Kilometer südwestlich von der Steglitzer Bäkemündung bilden jenseits des Teltowkanals die Kleinmachnower Wiesen unterhalb des Weinbergs ein weiteres Quellgebiet der Bäke. Auf seinem Verlauf von rund drei Kilometern durch das Bäketal Kleinmachnow gewinnt dieses Teilstück des Fließes im Verhältnis zu seiner Berliner Schwester ein beträchtliches Wasservolumen, das es auch in trockeneren Zeiten einen fließenden Bach bilden lässt. Da der Verlauf des Teltowkanals hier durch den Machnower See hindurch begradigt wurde, ist dieser Bäketeil nahezu in seiner ursprünglichen Lage erhalten und mit Teilen seiner ursprünglichen Vegetation wie sumpfigen Feuchtwiesen und Auenwäldern als Naturschutzgebiet Bäketal ausgewiesen.

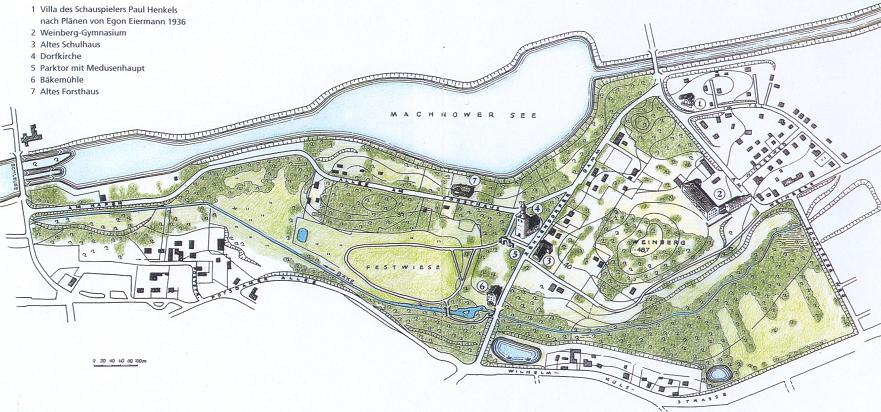
Bäketal Kleinmachnow heute, am oberen Bildrand: der Teltowkanal

Nach seinem Lauf durch den Auenwald an den Quellwiesen strömt die Bäke in den ehemaligen Schlosspark Kleinmachnow mit Medusentor und Dorfkirche, vorbei an der historischen Bäkemühle, nähert sich dem Machnower See und fließt auf ihrem letzten Stück parallel zum See und Kanal durch eine morastige Senke. Rund 50 Meter hinter der Schleuse Kleinmachnow mündet auch dieser Bäkeabschnitt in den Kanal. Da die Entfernung bis zur ehemaligen Bäkemündung im Griebnitzsee weitere rund sieben Kilometer beträgt, dürfte die Gesamtlänge der ehemaligen Bäke bei Aufrechnung aller ehemaligen und noch vorhandenen Teilstücke bei rund 20 Kilometern gelegen haben (Teltowkanal gesamt 38 Kilometer, allerdings einschließlich des Griebnitzsees, da die Kilometrierung bei Klein Glienicke beginnt).

### Kulturgüter im Bäketal

#### Dorfkirche Kleinmachnow von 1597

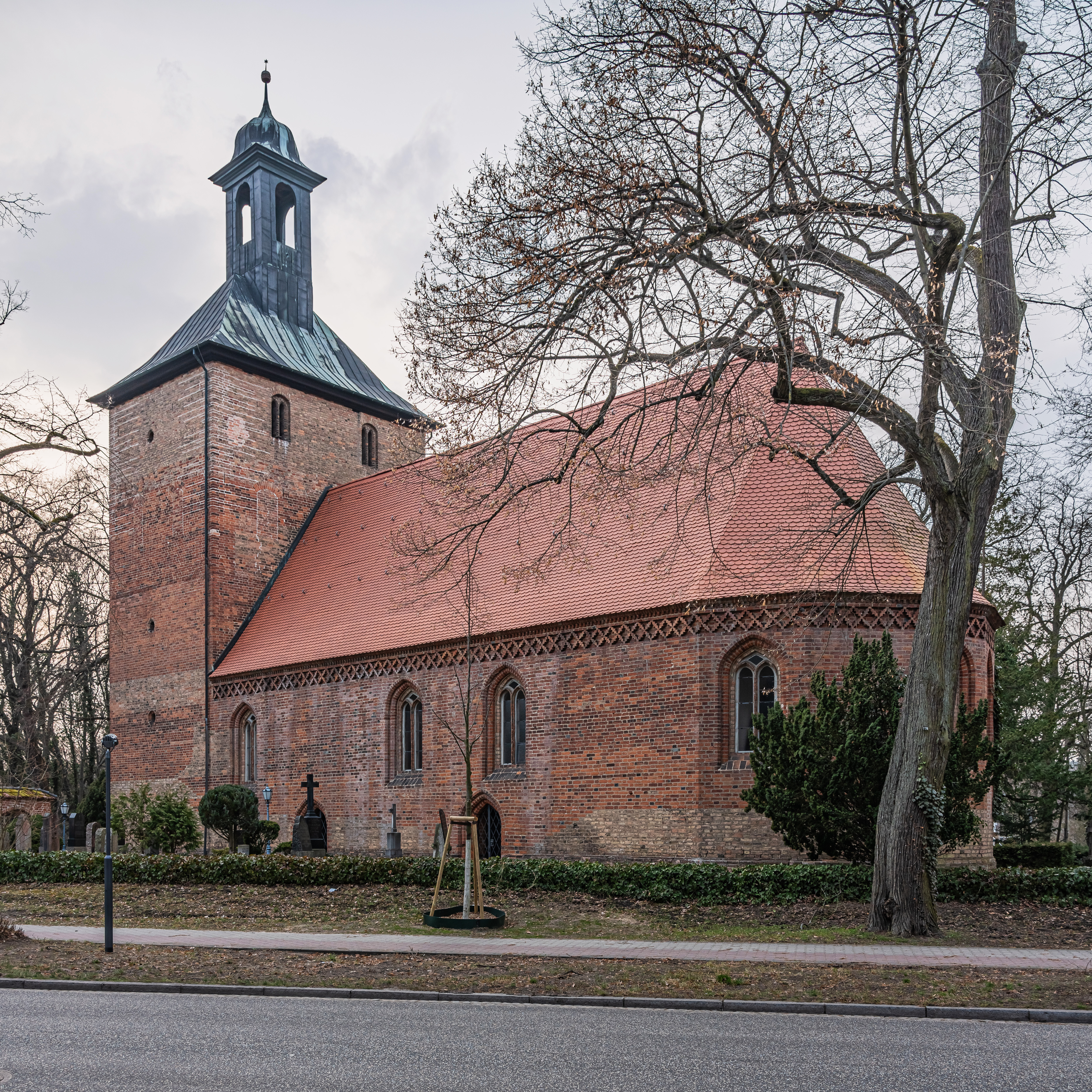
Backsteinkirche aus dem Jahr 1597

Schlosspark, Bäkemühle, Dorfkirche, Medusentor, Hakeburg – alle diese älteren Kulturgüter am Lauf der Bäke sind eng mit der Familie von Hake verbunden, die das Dorf Kleinmachnow über Jahrhunderte besaß. Auf der Nordseite der spätgotischen, wuchtigen Dorfkirche Kleinmachnow von 1597 befinden sich die Gruftkapelle von 1703 und mehrere Gedenksteine der von Hakes, denen das ab 1956 restaurierte Gotteshaus als erste Patronatskirche und Grabstätte diente.

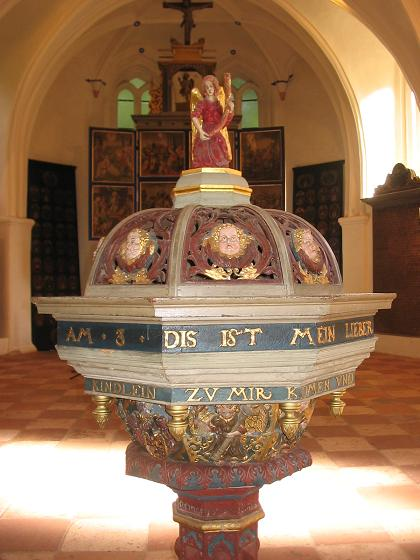
Taufbecken aus dem Jahr 1597

Der Potsdamer Maurermeister Casparus Jake (auch als Gaspar Jacke bezeichnet) errichtete den laut Theodor Fontane „beinah feinstilisierten“ Backsteinbau aus gebrannten  Ziegelsteinen für die Bauherrin und erste Patronatin Margarete von Hake. An den gewaltigen, auf einem Feldsteinfundament ruhenden Breitturm lehnt sich ein Kirchenschiff mit fünf Gewölbezonen aus Kappen und Kreuzrippen an, das nach innen vorgelegte Pfeiler tragen. Den kunstvollen Flügelaltar schnitzte der Berliner Hans Zinckeisen im Jahr 1599 und zwischen 1953 und 1959 restaurierte Ernst Doerk das Werk, das unter anderem das Abendmahl und das Wappen der Familie von Hake darstellt. Von Nickel Zinckeisen aus der gleichen Berliner Zinkeisenwerkstatt stammt das reich verzierte Taufbecken von 1597, dessen geschnitzten Deckel eine Figur krönt.

#### Hakescher Gutshof mit Burg und Schloss
Der Schriftsteller Theodor Fontane lernte das Bäketal noch vor dem Kanalbau kennen und gibt 1882 seine Eindrücke in seinen Wanderungen durch die Mark Brandenburg wieder:

„Klein-Machnow ist ein reizend gelegenes Dorf, das sich an einem vom Teltefließ gebildeten See hinzieht. Die Häuser sind ärmlich, aber schöne Kastanienalleen […] geben dem Ganzen ein sehr malerisches Ansehen. Das Dorf ist ein alter Besitz der v. Hakes. Diese Familie, die drei Gemshörner (Haken) im Wappen führt, war früher wie im Havellande so auch im ‚Teltow‘ reich begütert […]. An Bemerkenswertem finden wir das Herrenhaus, das alte Schloß, die Wassermühle und die Kirche.“

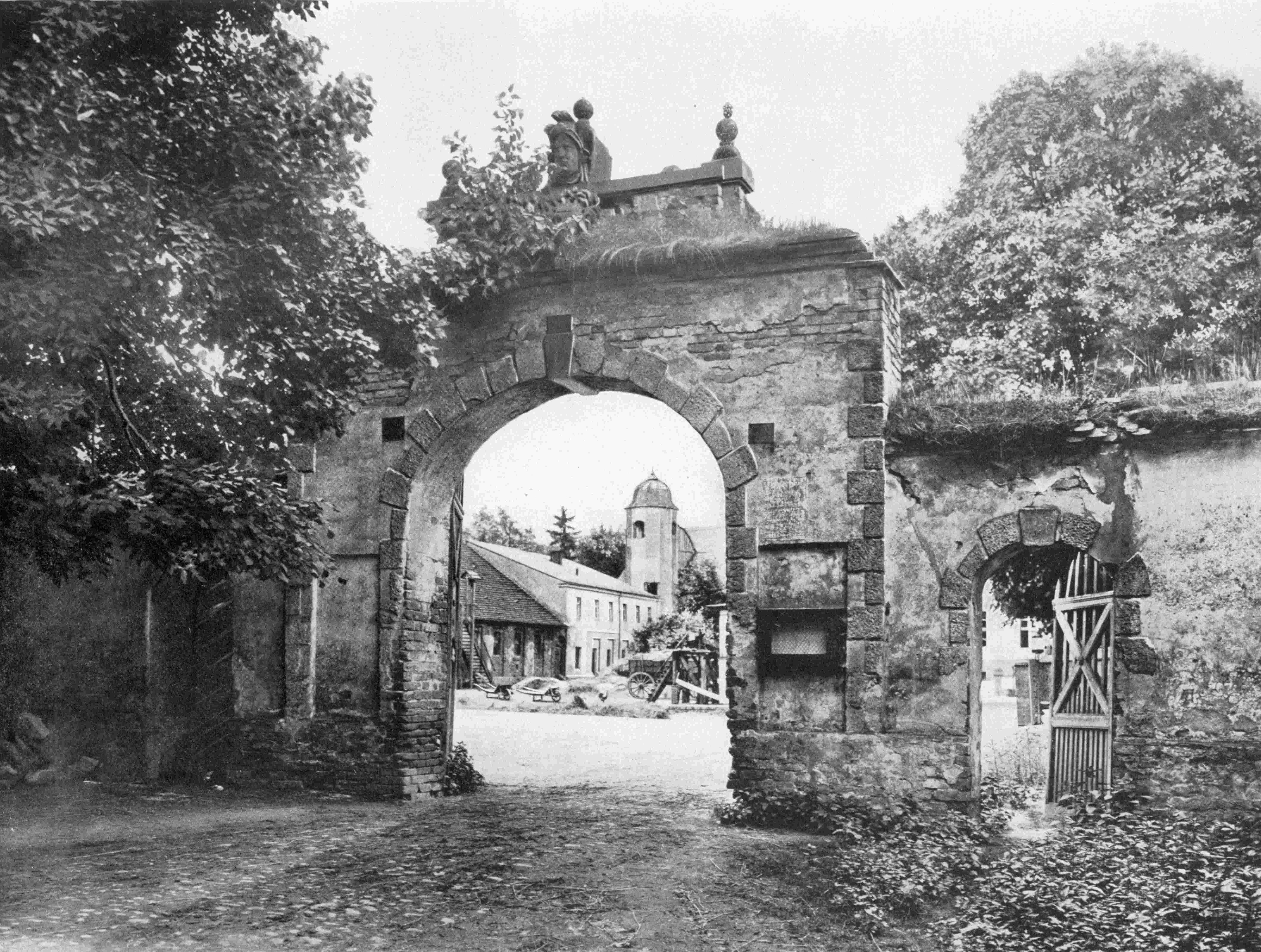
Blick durch das Medusenportal zum Gutshof mit der alten Burg, um 1900
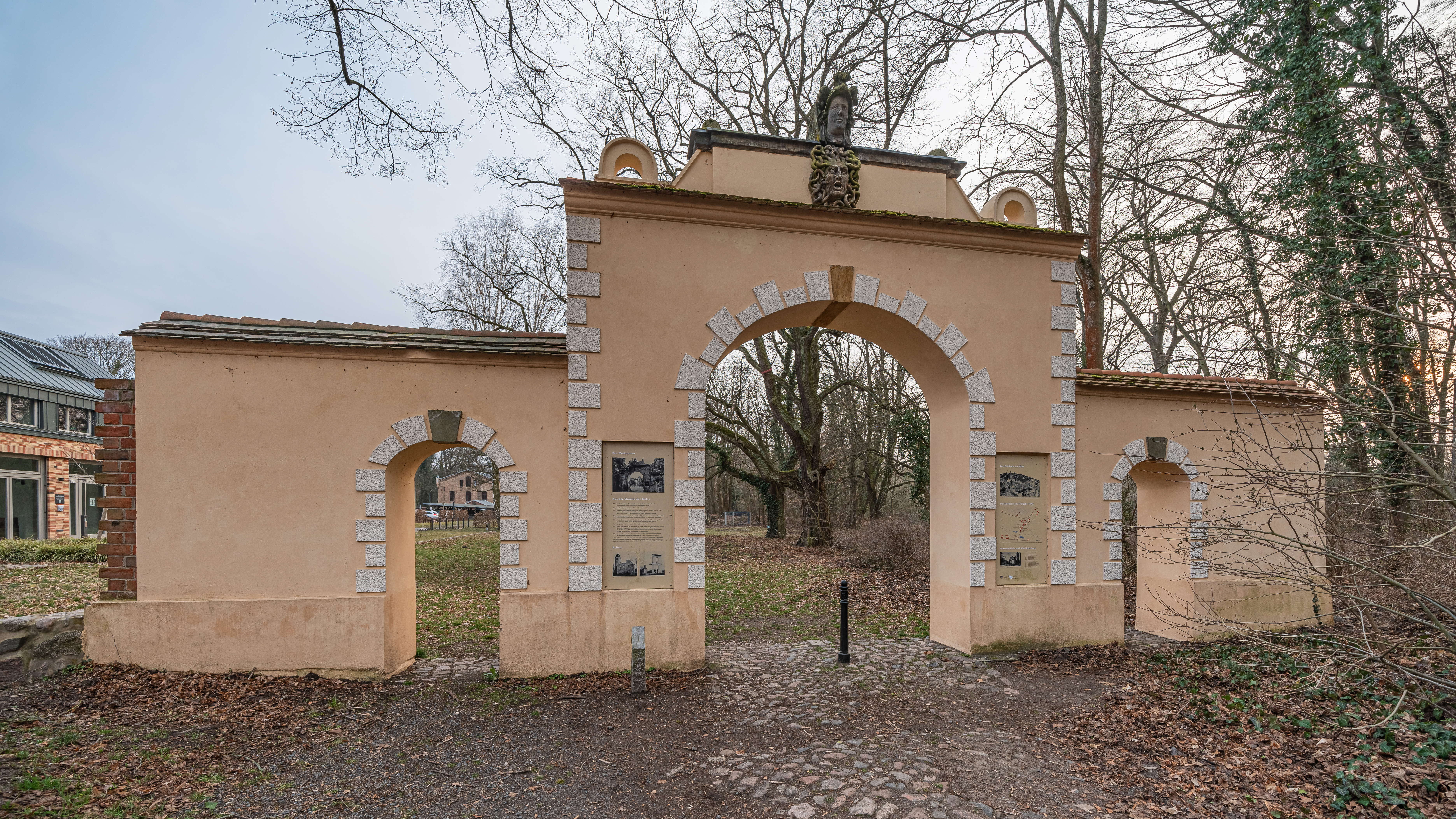
Denkmalgeschütztes Medusenportal
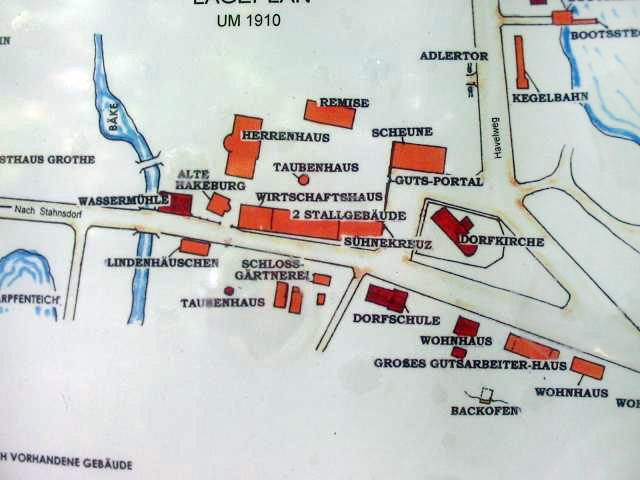
Lageplan des Gutshofs Kleinmachnow

Im ehemaligen Gutsbezirk der von Hakes blieb allein das Medusentor vor der alten Dorfkirche mit einem Medusenkopf und einer Minerva obenauf erhalten. Fontane spottete über die Dorfbevölkerung: „Nichts scheint das Volk in seinem poetischen Hange so schöpferisch zu stimmen als der Anblick von Kunstwerken, die es nicht versteht.“ Die Dorfleute nämlich hätten „den Medusenkopf als das Portrait eines hartherzigen Vorbesitzers [betrachtet], der schließlich von den Schlangen verzehrt worden sei.“ Wie das historische Foto zeigt, lag nordöstlich hinter dem Sandsteinportal der alte Wirtschaftstrakt und direkt dahinter der Turm der „Alten“ Hakeburg. Rechts im Bild folgte das Schloss, auf das eine breite Allee vom Medusenportal zuführte. Links vor dem Schloss stand zudem ein kunstvoller Taubenturm, der den Wirtschaftstrakt noch überragte. Der Gutsbezirk der Hakes bestand also zu Beginn des 20. Jahrhunderts insgesamt aus vier bestimmenden Bauelementen:
- Alte Hakeburg. Die Bezeichnung ‚Burg‘ trifft für den kleinen Bau nicht zu. Es handelte sich vielmehr um ein für Brandenburg typisches Festes Haus ohne Burgmauern und in ebenerdiger Lage. Fontane beschreibt das Haus („das alte Schloss“), dessen Baugeschichte ungeklärt ist, als „schmucklose[s] Viereck, an dessen Nordseite sich ein sechseckiger Treppenturm anlehnt.“ Seit Beginn des 15. Jahrhunderts residierten die Hakes in dem Haus, das bereits bestand und das sie käuflich von den Gebrüdern Quast erworben hatten. Bereits im 12. Jahrhundert sicherte an der gleichen Stelle die im Geschichtsabschnitt bereits erwähnte noch ältere askanische Burg den Bäkeübergang und die alte Handelsstraße von Leipzig nach Spandau.
- Alter Gutshoftrakt beziehungsweise Wirtschaftstrakt vor der Burg gleich links hinter dem Medusenportal.
- Taubenturm (auch: Taubenhaus) mit zwei wahrscheinlich achteckigen Ebenen – in der unteren Ebene mit Rundbogen, in der oberen Ebene, die die Taubenschläge enthielt, mit Fachwerkornamenten (Beschreibung nach einem historischen Foto, siehe Literaturliste).
- Schloss in klassizistischem Barockstil von 1803, ein Werk des Architekten und Mitbegründers der Berliner Bauakademie, David Gilly. Wie oft in Brandenburg handelte es sich bei diesem übertrieben als Schloss bezeichneten Bauwerk eher um ein Herrenhaus. Laut Fontane hatte das Gebäude zur Gartenseite hin „einen halbkreisförmigen, von hohen ionischen Säulen getragenen Vorbau […]“. Das Herrenhaus mit schlichter, eleganter Fassade enthielt u. a. zwei Säle und zwei Kabinette mit Papiertapeten von Künstlern der französischen Kolonie im Paretzer Stil sowie einen Saal von Gilly mit ionischer Pilasterordnung und dazwischen eingespannten Ruinenlandschaften sowie silbern getönten Friesen.

Dazu kamen direkt an der Westseite des Medusenportals eine Scheune sowie südlich eine Remise. Die noch vorhandene Bäkemühle folgt unmittelbar südlich der Stelle, an der die alte Burg stand. Teile des Ensembles verfielen in der ersten Hälfte des 20. Jahrhunderts, das nach seiner endgültigen Zerstörung durch einen alliierten Luftangriff im Jahr 1943 in den 1950er Jahren endgültig abgetragen wurde. Letzte Gutsbesitzer waren unter anderem George Erdmann von Hake, dann sein Sohn Joachim von Hake und als Teilhaber der Anverwandte Hans von Zimmermann. Kurz vor der großen Wirtschaftskrise umfasste das Rittergut Kleinmachnow nach der letzten amtlich publizierten Ausgabe des Brandenburgischen Güter-Adressbuch nur noch 270 ha. Noch um 1880 bestätigten Statistiken für die damaligen Gebrüder von Hake eine Gutsgröße von 1109 ha Gesamtbesitz.
Weit ab vom ehemaligen Gutshof ließ Dietloff von Hake-Kleinmachnow im Jahr 1908 hoch auf dem Seeberg am Nordufer des Machnower Sees die Neue Hakeburg errichten, nachdem sein Vetter den westlichen Grundbesitz und er den östlichen Teil geerbt hatte. Der beauftragte Burgenexperte und königliche Hofbaumeister Bodo Ebhardt entwarf ein neoromanisches Bauwerk im zeitgenössischen eklektizistischen Stil, dem „etwas von jenem wilhelminischen Protzpreußentum [anhaftet], das in diesem arkadischen Landschaftensemble mit Teltowkanal und Machnower See reichlich deplaziert wirkt“ (Bernhard Thieme). Heute befindet sich in dem Gebäude das Burgrestaurant, dessen Terrasse einen Panoramablick über den See und das Bäketal bietet.

Alte Hakeburg, erbaut um 1600, zerstört 1943
Herrenhaus Kleinmachnow (von David Gilly, 1803)
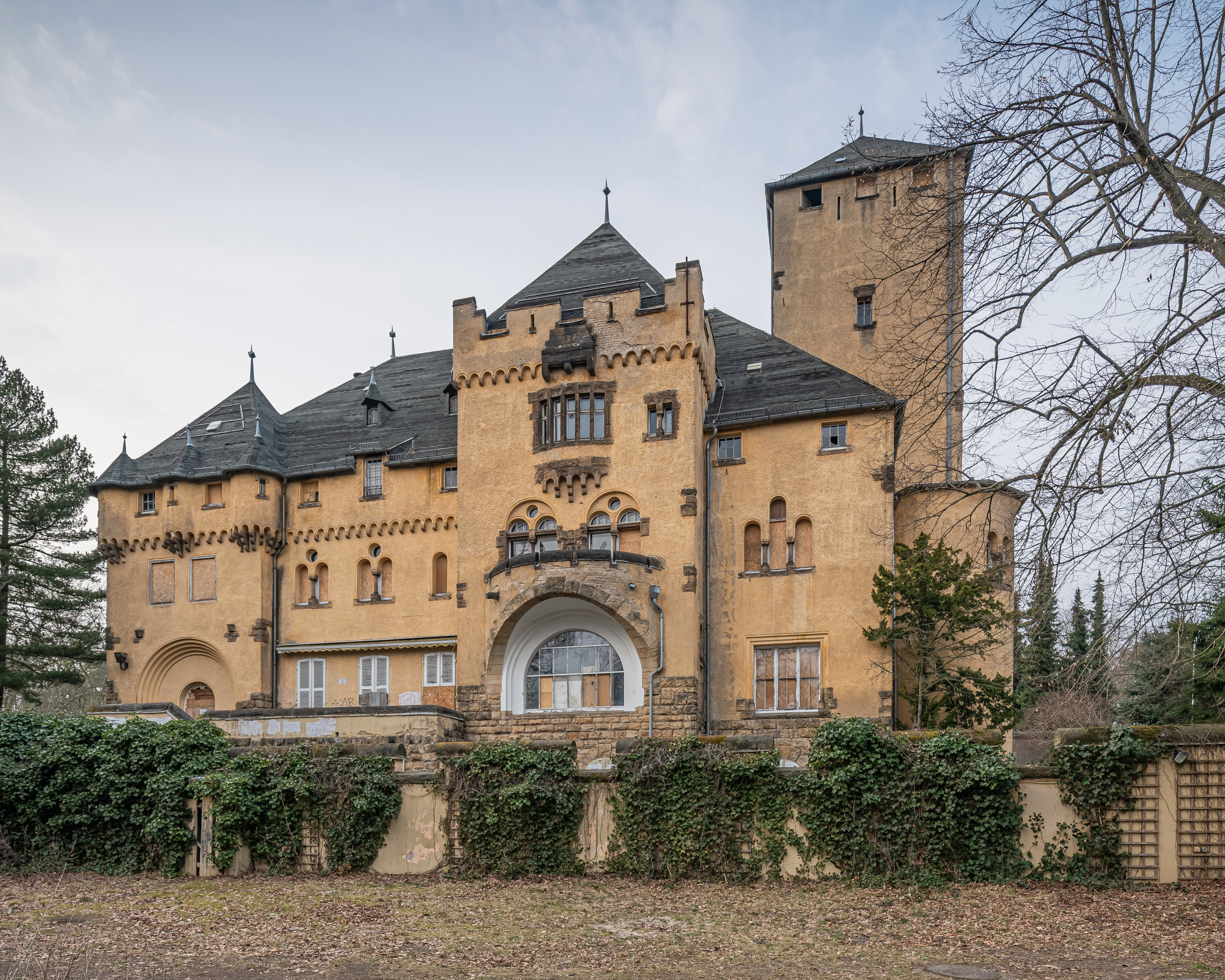
Neue Hakeburg in Kleinmachnow, erbaut 1908

#### Bäkemühle und Forsthaus

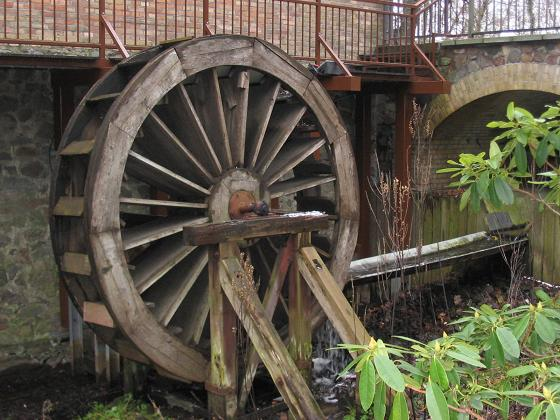
Wasserrad der Bäkemühle

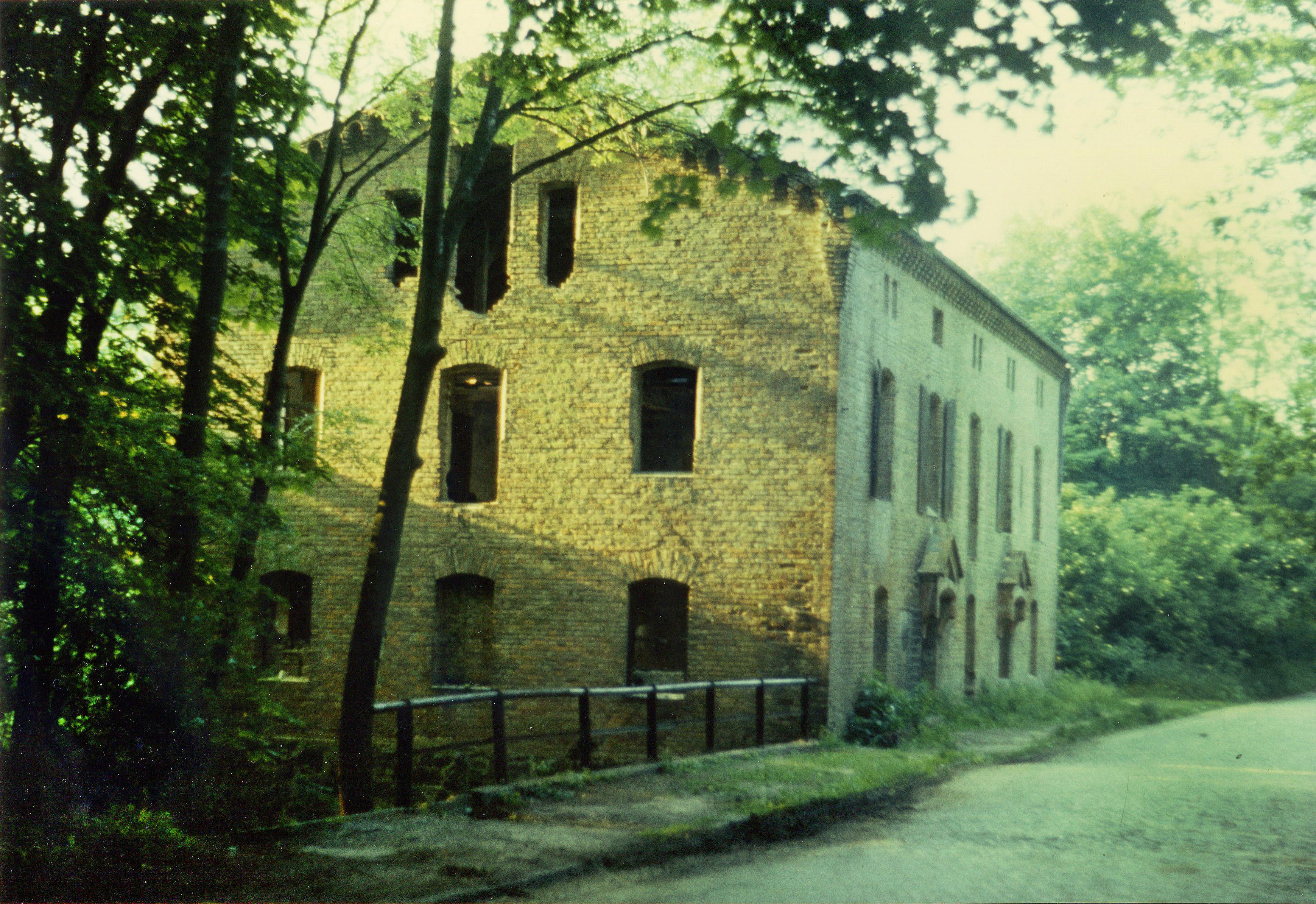
Bäkemühle vor der Instandsetzung

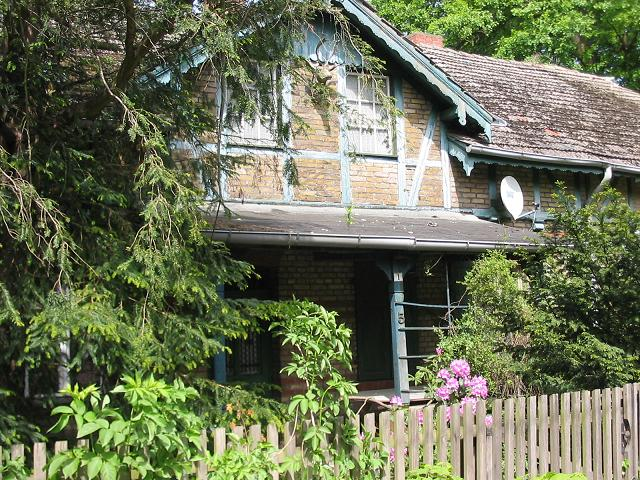
Historisches Forsthaus am Machnower See

Auch die Wassermühle des 17. Jahrhunderts stammt noch aus der Zeit der Familie von Hake und gehörte zu ihrem Rittergut. Die erhaltene Inschrift des Baus von 1695 lautet:

„Anno 1695 hat Herr Ernst Ludwig von Hake, Seiner churfürstlichen Durchlaucht zu Brandenburg ‚Friderici III‘ Oberster bei der Garde zu Fuß, diese adlige Freymühle hinwiederumb ganz neue aus dem Grunde gebauet, weilen die alte ganz zerfallen.“

Das heutige Mühlengebäude stammt aus dem Jahr 1862, nachdem die Mühle zuvor mehrfach abgebrannt und wieder aufgebaut worden war. Zwar ließe sich das außen liegende romantische Wasserrad noch heute vom Bäkefließ drehen, für die Müllerei würde die Wassermenge des kleinen Bäkeabschnitts jedoch nicht mehr reichen. Nach dem Bau des Teltowkanals endete der Mühlenbetrieb endgültig, nachdem schon zuvor Dampf- beziehungsweise Elektroantrieb die Wasserkraft ersetzt hatten. In den 1970er Jahren wurde das Gebäude aufgegeben und verfiel. Eine für 1979 geplante Sprengung konnte glücklicherweise durch engagierte Bürger verhindert werden. In den Jahren 1987–1989 wurde die Bäkemühle zu einem Hotel mit Gaststätte umgebaut. Heute befindet sich in ihr eine Facharztpraxis.
Neben der Bäkemühle ist von den alten Hakeschen Besitzungen noch das Forsthaus am nördlichen Rande des Gutsparks zum Machnower See hin erhalten. Der Grunewald und die Potsdamer kurfürstlichen Jagdreviere grenzten an die Hakeschen Wälder, sodass den Hohenzollern daran gelegen war, die Machnower Waldungen zu pachten. Unter anderem diese Tatsache veranlasste die Hakes, der Forstwirtschaft mit der Bestellung eines auf Lebenszeit angestellten Försters ein besonderes Augenmerk zu widmen. Mitte des 19. Jahrhunderts betrug der Hake’sche Waldbesitz 753 Hektar bei einem gesamten Gutsbesitz von 1055 Hektar. Das einst schmucke Haus ist zurzeit allerdings ein wenig „in die Jahre gekommen“.
Architektonisch bemerkenswert im Bäketal ist ferner das Haus Am Weinberg 5, das in den 1930er Jahren der Architekt Egon Eiermann baute, der erst nach Ende des Zweiten Weltkriegs mit Werken wie der Berliner Gedächtniskirche richtig bekannt wurde. Eiermann errichtete auch das denkmalgeschützte Wohnhaus für den seinerzeit bekannten Schauspieler Paul Henckels.

### Naturschutzgebiet Bäketal

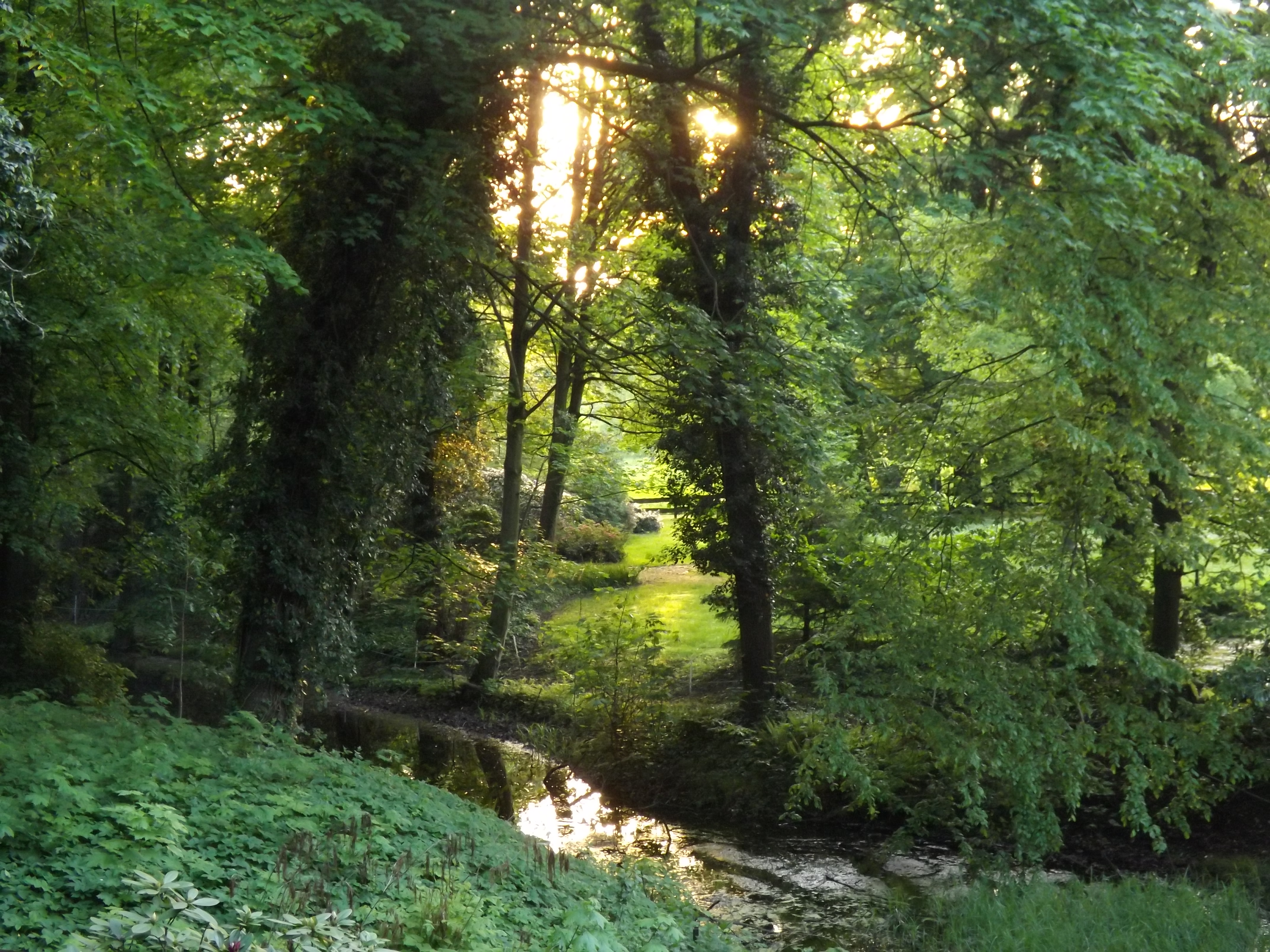
Bäke im ehemaligen Schlosspark

Der an die ehemalige Bäkemühle und das Medusenportal grenzende alte Schlosspark bietet heute auf einem ausgedehnten Wegenetz den Naturlehrpfad Bäketal, der im Sommer 2004 durch eine Initiative der lokalen Agenda Kleinmachnow zur Eröffnung kam. Kleinere Pfuhle erinnern auch im Park an die einst unwirtliche und allein an der uralten Burg passierbare Bäkeniederung. Bereits der Ortsname Kleinmachnow drückt den Landschaftscharakter aus, denn das slawische Wort machnov bezeichnet nach den Analysen des Namenforschers für den Teltow, Gerhard Schlimpert, „einen Ort, der in einer moosreichen (feuchten) Gegend angelegt wurde.“ Das nach dem Kanalbau erhaltene Bäketeilstück mit der ursprünglichen Flora und Fauna zwischen dem Weinberg und der Bäkemündung an der Schleuse stellte das Land Brandenburg mit der Verordnung über das Naturschutzgebiet „Bäketal“ am 30. Juni 1995 unter besonderen Schutz.

#### Verordnung, § 3 Schutzzweck
Der § 3 der Verordnung über das 13,5 Hektar umfassende Gebiet lautet unter dem Titel Schutzzweck wörtlich:
„Schutzzweck ist die Erhaltung und Entwicklung des Gebietes
1. als Standort seltener in ihrem Bestand bedrohter wildwachsender Pflanzengesellschaften, insbesondere von Erlenbruchgesellschaften, Großseggenrieden, Feucht- und Glatthaferwiesen, Heidenelken-Schafschwingelfluren und Silbergrasfluren;
2. als Lebensraum bestandsbedrohter Tierarten, insbesondere als Brut- und Nahrungsgebiet für zahlreiche Vogelarten sowie als Lebensraum für bestandsbedrohte Reptilien und als Laichgewässer für Amphibien;
3. aus ökologischen und wissenschaftlichen Gründen.“

#### Flora
Die durchnässte Erde in weiten Bereichen der Bäkeniederung bildet den idealen Boden für die in der Verordnung angeführten wertvollen Bruchwälder. Bereits unmittelbar an der neuen Bäkequelle am Schwarzen Weg beginnt eine Auenwaldlandschaft mit Schwarzerlen, die sich unten am Weinberghang (auch als Bäkehang bezeichnet) hinzieht. Weiter oben am Hang des knapp 50 Meter hohen Weinbergs blieb ein mittelalterlicher Hudewald (Hütewald) mit bis zu 400 Jahre alten Eichen erhalten. Daneben prägen am Oberlauf der Bäke verschiedene Weidenarten und vereinzelt Berg-Ahorn und Eberesche das Landschaftsbild.
Die Strauchschicht wird ergänzt durch Schwarzen Holunder, Weißdorn und Efeu, während die nur schwach ausgebildete Krautschicht überwiegend von Seggen gebildet wird. Der begradigte Unterlauf führt die Bäke durch ein ausgedehntes Feuchtgebiet, in dem der üppig wuchernde Wasserschwaden den Bach an einigen Stellen mit dichten Beständen vollkommen ausfüllt. Beherrschend in diesem Gebiet sind ferner Seggen wie Sumpf- und Rispen-Segge.
Weideflächen sowie Feucht- und Trockenwiesen, die teilweise in Blumenwiesen übergehen, bilden ein weiteres bestimmendes Element des Naturschutzgebietes. Bemerkenswert auf diesen Flächen, die durch eine Glatthaferwiese ergänzt werden, sind vor allem der Goldhahnenfuß, die Sumpfdotterblume und das Wiesenschaumkraut. Ein kleines Biotop an einem Wiesensaum, das gegen Großseggenriede geschützt ist, gibt Pflanzen wie dem seltenen Fieberklee mit seinem kriechenden Wurzelstock, der Sumpfgänsedistel und dem Zungenhahnenfuß Lebensraum. An Pfuhlen wie dem Grotepfuhl überwiegt im Sommer der Spreizende Wasserhahnenfuß.

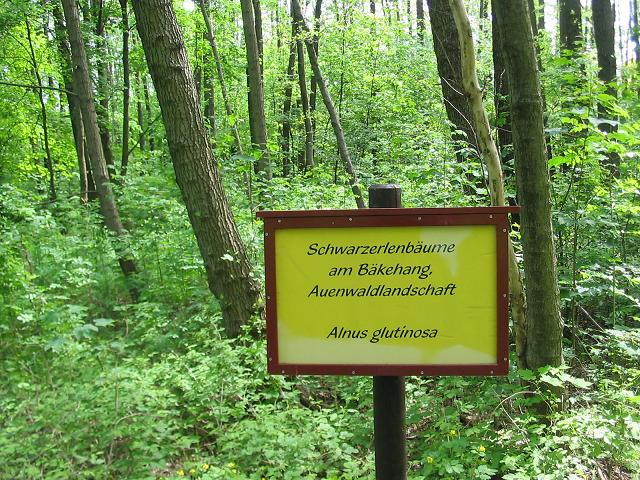
Auwald mit Schwarzerlen (Alnus glutinosa)
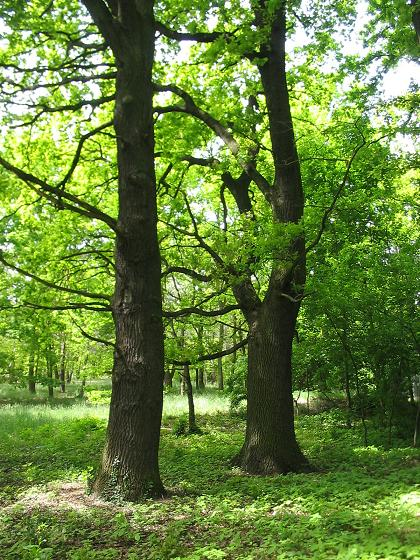
Hudewald mit 400-jährigen Eichen (Quercus spec.)
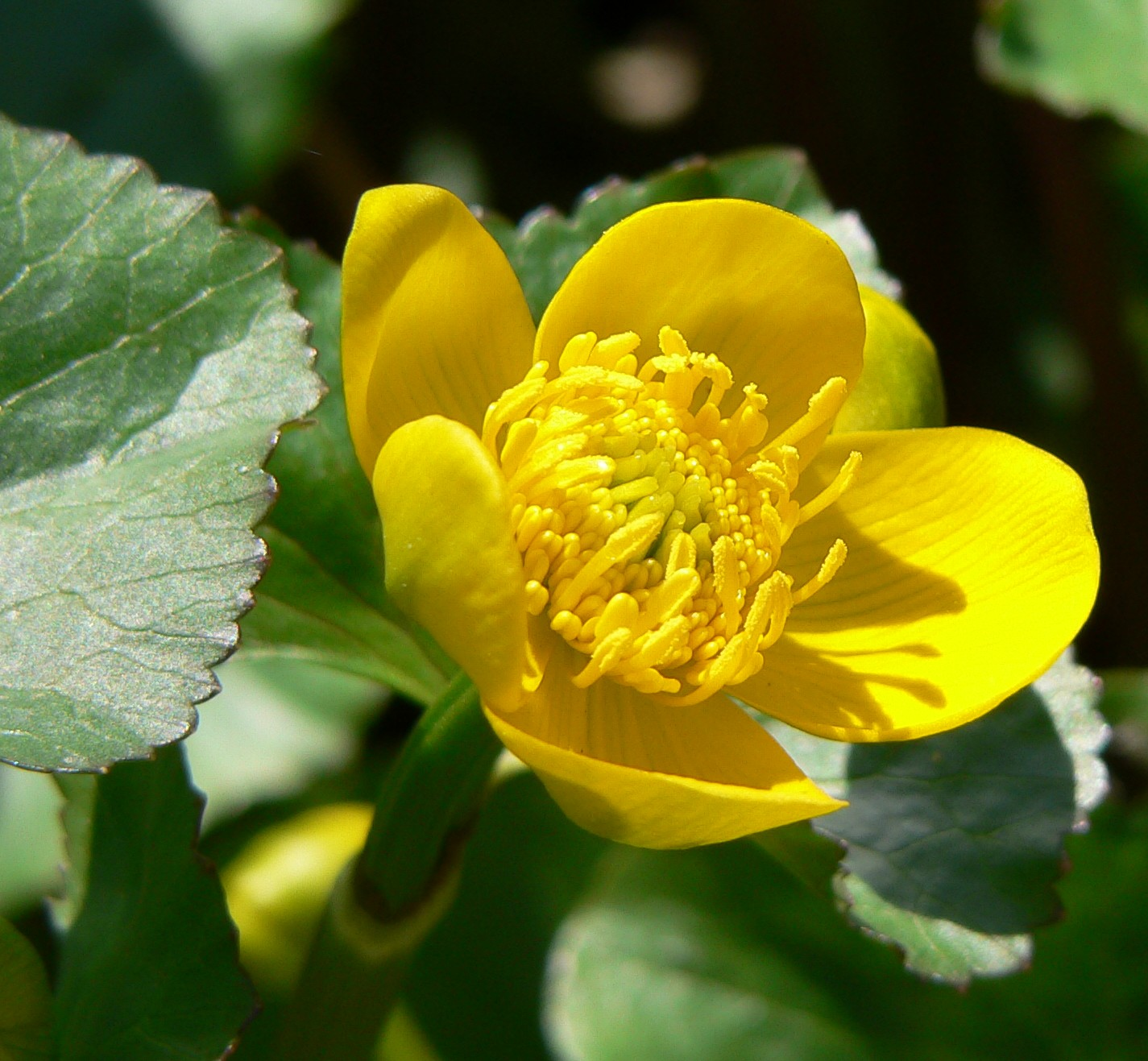
Blüte der Sumpfdotterblume (Caltha palustris)

#### Fauna

##### Amphibien, Reptilien, Schlangen

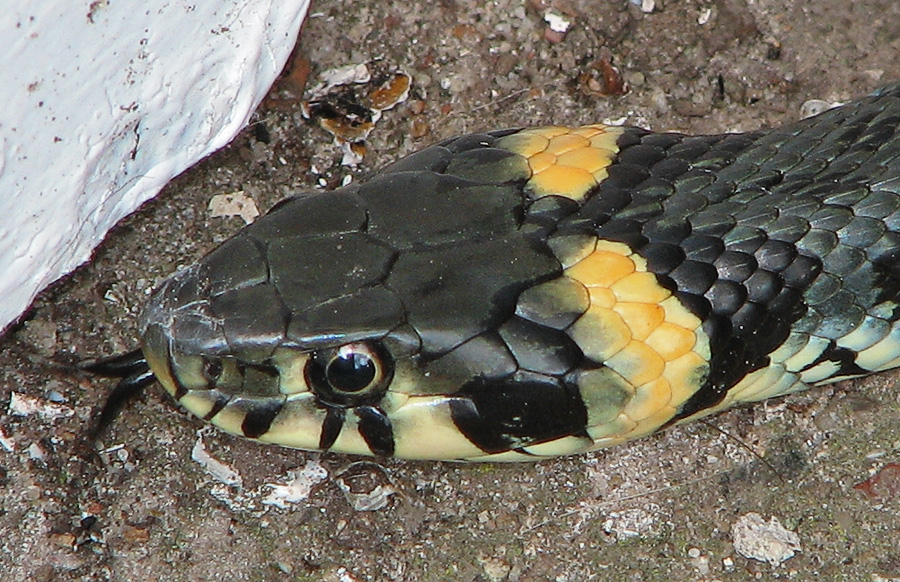
Ringelnatter (Natrix natrix)

Nicht nur für die Fauna bildet der Grotepfuhl ein wichtiges Biotop, sondern als eines der wichtigsten Laichgewässer im Naturschutzgebiet Bäketal insbesondere auch für Lurche wie Erdkröte, Grasfrosch, Teichfrosch, Seefrosch und Kleiner Wasserfrosch. Seltener finden sich am Amphibienschutzzaun die Knoblauchkröte, der Nördliche Kamm- und der Teichmolch. Unter den Reptilien sind die Schlangen durch eine verhältnismäßig hohe Verbreitung der Ringelnatter vertreten, während die in der FFH-Richtlinie streng geschützte Zauneidechse im warmen Weinbergbiotop die Familie der Echten Eidechsen vertritt.

##### Vögel

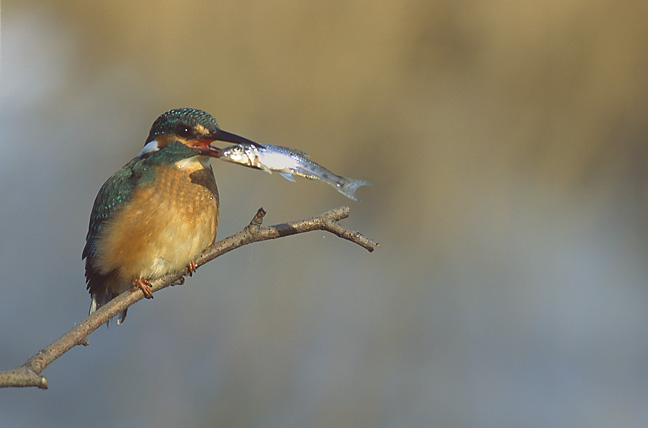
Eisvogel (Alcedo atthis) mit Fisch im Schnabel

Knapp 70 bislang beobachtete Arten erlauben, das strapazierte Etikett Vogelparadies für das Bäketal anzuwenden. Von den rund 50 Arten wiederum, die hier brüten, verzeichnete die Rote Liste gefährdeter Arten des Landes Brandenburg im Jahr 1997 knapp ein Dutzend als besonders schützenswert. Der besonders empfindliche Eisvogel, die Beutelmeise mit ihren flauschigen Kugelnestern und verschiedene Rohrsänger wie Schilf- und Teichrohrsänger brüten im Bäketal. Von April bis September bevorzugen auch Fitislaubsänger das Feuchtgebiet des Fließes, bevor sie sich auf den erstaunlichen Langstreckenflug in ihr Winterquartier südlich der Sahara in Afrika begeben. Die komplexen Gesänge der Nachtigall entschädigen den Besucher für das monotone Hämmern von Klein-, Mittel- und Schwarzspecht. Die Greifvögel jagen überwiegend als Nahrungsgäste im Naturschutzgebiet, nur Waldkauz und Waldohreule sind als Brutvogel heimisch.

##### Insekten und Spinnen
Die Kanalaue verfügt über einen hohen Artenreichtum an Insekten und Spinnen. Darunter verdient der gefährdete Große Eichenbock besondere Erwähnung. Der auch als Riesenbock bezeichnete Bockkäfer findet in den älteren Eichenbeständen in der Nähe des Teltowkanals eine ideale Umgebung mit loser Rinde und alten Fraßgängen. Der imposante Käfer, dessen nach hinten gebogene Fühler beim Männchen eine Länge von zehn Zentimetern erreichen können und den die Forstwirtschaft lange als Schädling eingestuft hatte, ist heute nach der FFH-Richtlinie der EU streng geschützt.

##### Säugetiere

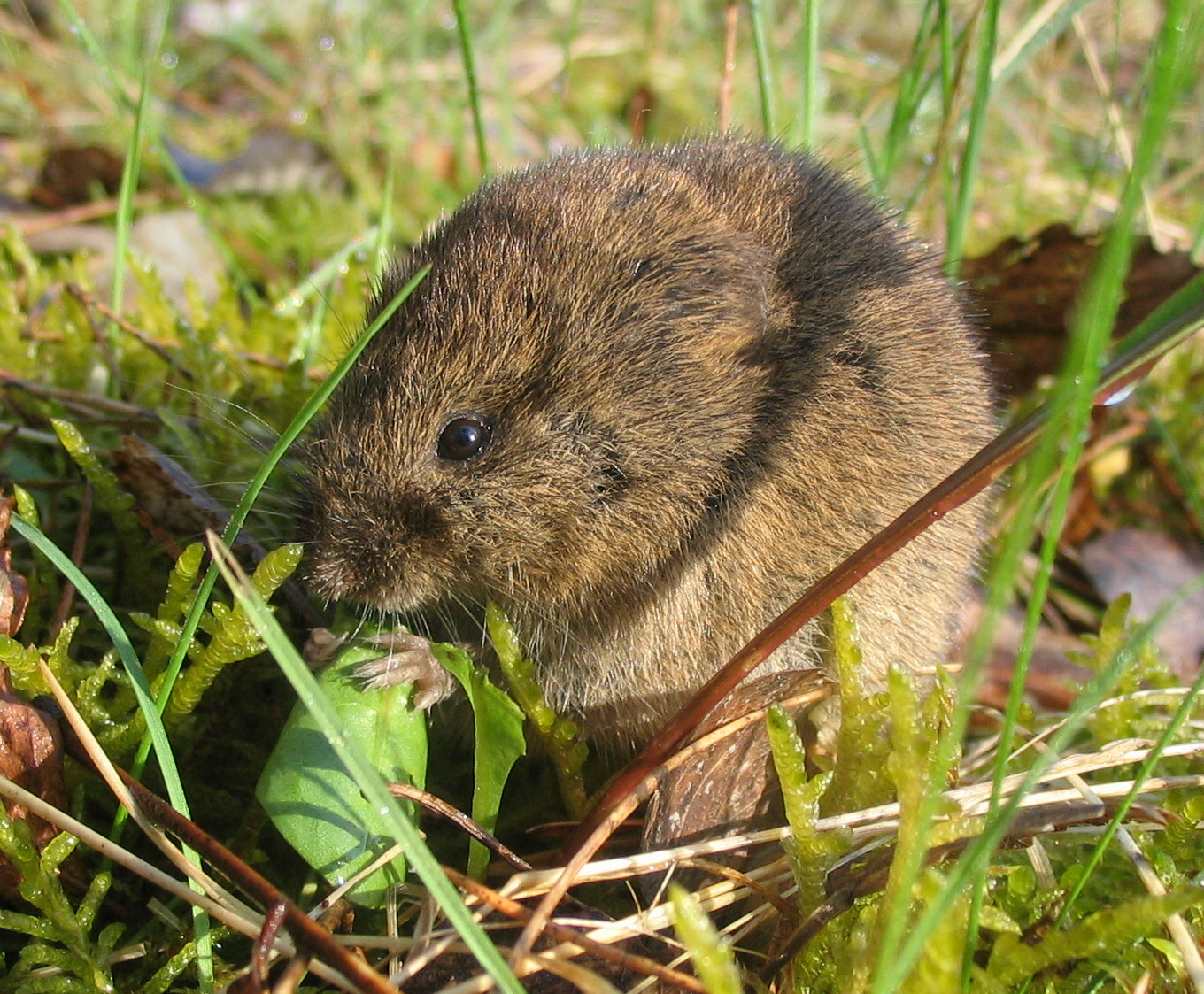
Feldmaus (Microtus arvalis)

Klein und Großsäuger sind vertreten mit Schwarzwild, Rehwild, Fuchs, Steinmarder, Eichhörnchen, Kaninchen und Feldhase. Das häufigste einheimische Säugetier, die Feldmaus, kann ungestört von Abendsegler, Wasserfledermaus und Zwergfledermaus ihre Gänge graben, da sich diese europäischen Fledermäuse anders als ihre Verwandten in Übersee fast ausschließlich von Insekten ernähren. Dem guten Schwimmer und Taucher Schermaus kommen die feuchten Biotope und die Pfuhle an der Bäke sehr gelegen. Die Brandmaus zeigt sich im Gegensatz zum strikten Einzelgänger Waldspitzmaus besonders gesellig und auch im Bäketal stehen die Jungen der Zwergmaus unter hohem Druck, schnell zu lernen, da sie nach nur 18 Tagen die Nester verlassen müssen und auf sich allein gestellt sind.

## Ausblick – Schutz der gesamten Kanalaue

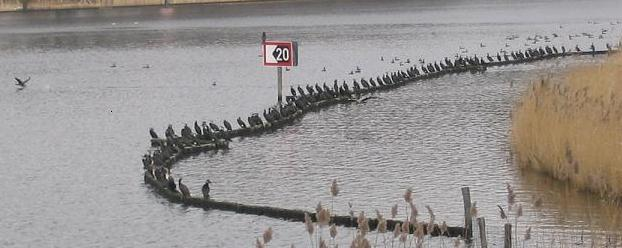
Bäkewiese mit Kormoranen in Kohlhasenbrück, Berlin-Zehlendorf

Inzwischen strebt die Gemeinde Kleinmachnow gemeinsam mit der Nachbargemeinde Stahnsdorf ein übergreifendes Naturschutzgebiet für die gesamte Kanalaue an. An der Mündung des Teltowkanals in den Griebnitzsee bei Kohlhasenbrück hat das Land Berlin mit dem NSG Bäkewiese bereits ein kleineres Biotop dieser Kanalaue unter Schutz gestellt, in dem sich unter anderem eine riesige und beeindruckende Kormorankolonie herausgebildet hat. Die rund 200 Pfosten am NSG zum Schutz des Schilfgürtels des Griebnitzsees sind zu einem erheblichen Teil von den großen, schwergebauten Vögeln besetzt, die – aufgereiht wie an einer Perlenschnur – ein erbauliches Bild bieten: